# Ленинградская область
Ленингра́дская о́бласть (также сокр. Лено́бласть) — субъект Российской Федерации, расположенный на северо-западе европейской части страны. Входит в состав Северо-Западного федерального округа и Северо-Западного экономического района.
Площадь территории — 83 908 км², что составляет 0,49 % площади России. По этому показателю область занимает 39-е место в стране. С запада на восток область протянулась на 500 км, а наибольшая протяжённость с севера на юг составляет 320 км.
Численность населения — 2 059 479 чел. (2025).
Область была образована в результате административно-территориальной реформы 1 августа 1927 года. Исторически ей предшествовала Ингерманландская, позже — Санкт-Петербургская губерния, образованная в 1708 году.
Граничит:
- на севере — с Республикой Карелия;
- на востоке — с Вологодской областью;
- на юго-востоке — с Новгородской областью;
- на юге — с Псковской областью;
- на западе в центральной части — с Санкт-Петербургом (морской анклав);
- на юго-западе — с Эстонией;
- на северо-западе — с Финляндией.

С запада территория области омывается водами Финского залива (Балтийское море).
Местонахождение высших органов государственной власти — город Гатчина (с 2021 года), а также город Санкт-Петербург (с 1924 по 1991 год — Ленинград, отсюда название области). С 3 апреля 2023 года город Гатчина является столицей Ленинградской области.

## Физико-географическая характеристика

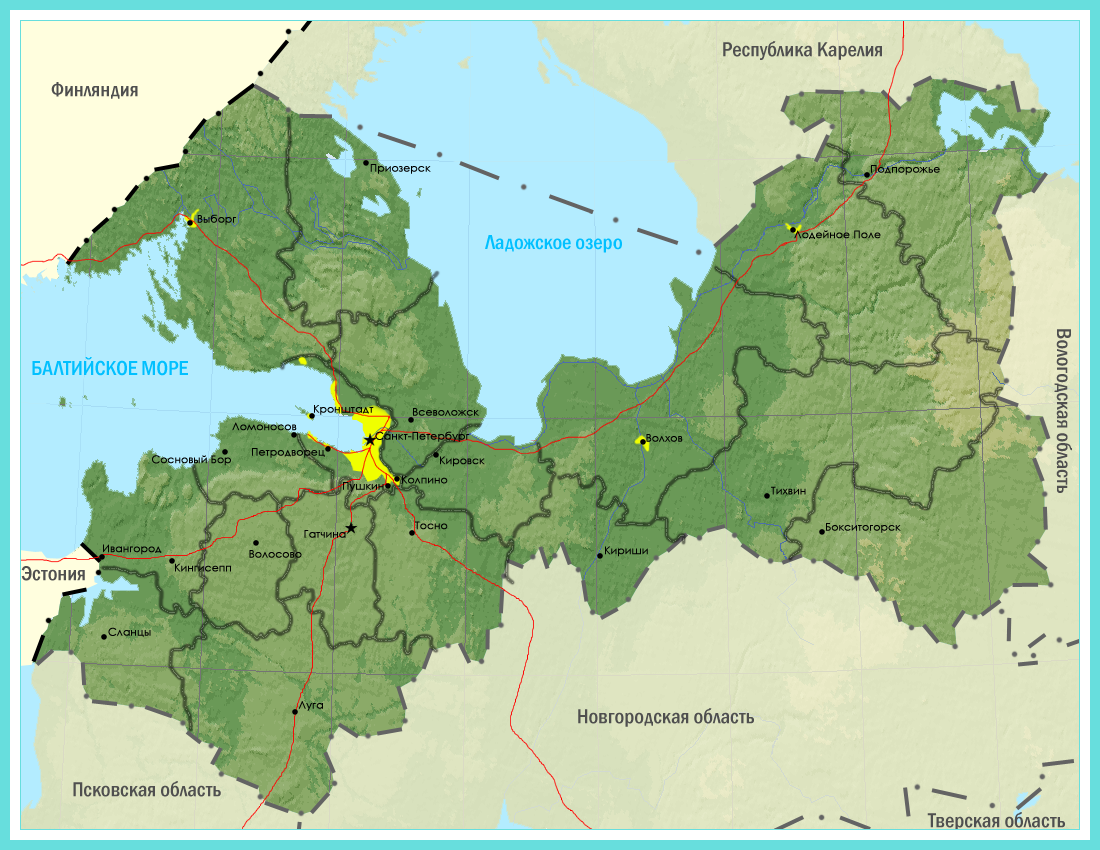
Карта Ленинградской области

### Рельеф
Область целиком расположена на территории Восточно-Европейской (Русской) равнины. Этим объясняется равнинный характер рельефа с незначительными абсолютными высотами (в основном, 50—150 метров над уровнем моря). Территория Карельского перешейка (а особенно его северо-западной части) отличается пересечённым рельефом, многочисленными скальными выходами и большим количеством озёр. Карельский перешеек является частью Балтийского кристаллического щита. Высочайшая точка Карельского перешейка — гора Кивисюрья высотой 203 м над уровнем моря (по данным финских довоенных топографов — 205 м), расположена неподалёку от посёлка Новожилово, в урочище Каменная гора.
Низменности в основном расположены по берегам Финского залива и Ладожского озера, а также в долинах крупных рек. Основными из них являются Выборгская, Приозерская, Приладожская, Предглинтовая (Приморская), Плюсская, Лужская, Волховская, Свирская и Тихвинская.
Крупнейшими возвышенностями являются Лемболовская, Ижорская, Лодейнопольская, Вепсовская возвышенности и Тихвинская гряда. Наивысшая точка области — гора Гапсельга (291 метр над уровнем моря) — находится на Вепсовской возвышенности. Интересным географическим объектом является Балтийско-Ладожский глинт — высокий (до 40—60 метров) обрыв, протянувшийся более чем на 200 км с запада на восток области. Он является берегом древнего моря.

### Геологическое строение и полезные ископаемые
Территория области находится на стыке двух крупнейших тектонических структур.
Северо-запад области расположен на Балтийском кристаллическом щите, где выходят на поверхность архейские и раннепротерозойские породы. Они образовались более 600 миллионов лет назад в результате мощных вулканических извержений. Поэтому на этой территории основными полезными ископаемыми являются гранит, облицовочный камень и песчано-гравийный материал.
На южных берегах Финского залива и Ладожского озера в кембрийский период (около 500 миллионов лет назад) сформировались мощные толщи осадочных пород (синих глин с прослойками песчаников).
Приблизительно 400 миллионов лет назад, в ордовикский период, произошло образование оболовых песчаников, содержащих месторождения фосфоритов и горючих сланцев (запад области). На юге области на поверхность выходят породы девонского периода.
С запада на восток области прослеживается пласт диктионемовых сланцев, в своё время рассматривавшийся как перспективный источник урана. Однако проведённая опытная добыча бедных урановых руд около посёлка Раннолово показала экономическую неэффективность обогащения этого сырья.
В восточной части области близко к поверхности находятся породы, образовавшиеся в каменноугольный период. Там присутствуют месторождения бокситов, известняков и доломитов.
Окончательно рельеф области сформировался в четвертичный период в результате четырёх оледенений и последовательно сменявших их межледниковых эпох. Поэтому на большей части области присутствуют месторождения торфа, глины и песка. Таблица полезных ископаемых Ленинградской области:
| Месторождение                                                              | Запасы (тыс. тонн)                                    |
| -------------------------------------------------------------------------- | ----------------------------------------------------- |
| Кингисеппское месторождение фосфатных руд                                  | 225 357                                               |
| Ленинградское месторождение горючих сланцев (город Сланцы)                 | 152 573                                               |
| Радынский бокситовый рудник (добыча прекращена)                            | 2135                                                  |
| Железно-марганцевые конкреции в акватории Финского залива                  | руда — 2411 марганец — 188 576                        |
| Пикалёвское месторождение флюсовых известняков                             | 300 000                                               |
| Сланцевское месторождение известняков                                      | более 9000, с месторождением «Боровня» — более 45 000 |
| Алмазные трубки                                                            | промышленная добыча не ведётся                        |
| Радоновые источники у посёлка Лопухинка и Воронино                         | -                                                     |
| Минеральные термальные воды под Лугой                                      | -                                                     |
| Ленинградская термальная аномалия (месторождение термальных подземных вод) | -                                                     |

### Климат
Климат области атлантико-континентальный. Морские воздушные массы обусловливают сравнительно мягкую зиму с частыми оттепелями и умеренно-тёплое, иногда прохладное лето. Средняя температура января −4,9… −8,6 °C, июля +17,1…+18,5 °C. Абсолютный максимум температуры +37.8 °C зарегистрирован 28 июля 2010 года (г. Тихвин), абсолютный минимум −54,8 °C был зарегистрирован 16 января 1940 года (село Шугозеро Тихвинского района). Наиболее холодными являются восточные районы, наиболее тёплыми — юго-западные.
| Наблюдательный пункт | Наблюдательный пункт | Среднемесячная температура воздуха по станциям Ленинградской области | Среднемесячная температура воздуха по станциям Ленинградской области | Среднемесячная температура воздуха по станциям Ленинградской области | Среднемесячная температура воздуха по станциям Ленинградской области | Среднемесячная температура воздуха по станциям Ленинградской области | Среднемесячная температура воздуха по станциям Ленинградской области | Среднемесячная температура воздуха по станциям Ленинградской области | Среднемесячная температура воздуха по станциям Ленинградской области | Среднемесячная температура воздуха по станциям Ленинградской области | Среднемесячная температура воздуха по станциям Ленинградской области | Среднемесячная температура воздуха по станциям Ленинградской области | Среднемесячная температура воздуха по станциям Ленинградской области | Среднемесячная температура воздуха по станциям Ленинградской области |
| Наблюдательный пункт | Наблюдательный пункт | за период с 1 января 1991 года по 31 декабря 2020 года.              |                                                                      |                                                                      |                                                                      |                                                                      |                                                                      |                                                                      |                                                                      |                                                                      |                                                                      |                                                                      |                                                                      |                                                                      |
| Наблюдательный пункт | Наблюдательный пункт | январь                                                               | февраль                                                              | март                                                                 | апрель                                                               | май                                                                  | июнь                                                                 | июль                                                                 | август                                                               | сентябрь                                                             | октябрь                                                              | ноябрь                                                               | декабрь                                                              | год                                                                  |
| Белогорка            | Белогорка            | -6,2                                                                 | -6,5                                                                 | -2,3                                                                 | 4,4                                                                  | 10,6                                                                 | 14,9                                                                 | 17,4                                                                 | 15,6                                                                 | 10,8                                                                 | 4,7                                                                  | -0,6                                                                 | -3,8                                                                 | 5,0                                                                  |
| Винницы              | Винницы              | -8,6                                                                 | -8,3                                                                 | -3,5                                                                 | 3,2                                                                  | 9,8                                                                  | 14,4                                                                 | 17,1                                                                 | 14,8                                                                 | 9,7                                                                  | 3,7                                                                  | -2,2                                                                 | -6                                                                   | 3,7                                                                  |
| Вознесенье           | Вознесенье           | -8,2                                                                 | -8,2                                                                 | -3,4                                                                 | 2,9                                                                  | 9,1                                                                  | 14,1                                                                 | 17                                                                   | 14,9                                                                 | 10,3                                                                 | 4,3                                                                  | -1,5                                                                 | -5,5                                                                 | 3,9                                                                  |
| Волосово             | Волосово             | -6,2                                                                 | -6,5                                                                 | -2,6                                                                 | 4,3                                                                  | 10,4                                                                 | 14,4                                                                 | 17,2                                                                 | 15,4                                                                 | 10,3                                                                 | 4,7                                                                  | -0,5                                                                 | -4                                                                   | 4,8                                                                  |
| Выборг               | Выборг               | -6                                                                   | -6,3                                                                 | -2,6                                                                 | 3,2                                                                  | 10,4                                                                 | 15,3                                                                 | 18,5                                                                 | 16,8                                                                 | 11,6                                                                 | 5,5                                                                  | 0,4                                                                  | -3,2                                                                 | 5,4                                                                  |
| Ефимовская           | Ефимовская           | -8,5                                                                 | -8,3                                                                 | -3,4                                                                 | 3,5                                                                  | 10,4                                                                 | 14,8                                                                 | 17,3                                                                 | 15                                                                   | 9,7                                                                  | 3,6                                                                  | -2,3                                                                 | -6                                                                   | 3,9                                                                  |
| Кингисепп            | Кингисепп            | -4,9                                                                 | -5,2                                                                 | -1,1                                                                 | 5,3                                                                  | 11,3                                                                 | 15,6                                                                 | 18,2                                                                 | 16,4                                                                 | 11,5                                                                 | 5,7                                                                  | 0,6                                                                  | -2,6                                                                 | 6,0                                                                  |
| Кириши               | Кириши               | -6,2                                                                 | -6,4                                                                 | -1,6                                                                 | 5,3                                                                  | 11,7                                                                 | 15,9                                                                 | 18,4                                                                 | 16,4                                                                 | 11,2                                                                 | 5,1                                                                  | -0,6                                                                 | -3,7                                                                 | 5,5                                                                  |
| Лесогорский          | Лесогорский          | -6,6                                                                 | -6,7                                                                 | -2,6                                                                 | 3,4                                                                  | 9,9                                                                  | 14,7                                                                 | 17,4                                                                 | 15,7                                                                 | 10,5                                                                 | 4,7                                                                  | -0,2                                                                 | -3,8                                                                 | 4,8                                                                  |
| Лодейное Поле        | Лодейное Поле        | -8,2                                                                 | -8                                                                   | -3,4                                                                 | 3,5                                                                  | 10,3                                                                 | 15,4                                                                 | 18,1                                                                 | 15,7                                                                 | 10,4                                                                 | 4,2                                                                  | -1,7                                                                 | -5,6                                                                 | 4,3                                                                  |
| Ломоносов            | Ломоносов            | -4,9                                                                 | -5,6                                                                 | -1,7                                                                 | 4,3                                                                  | 10,8                                                                 | 15,5                                                                 | 18,3                                                                 | 17,1                                                                 | 12,2                                                                 | 6,2                                                                  | 1                                                                    | -2,1                                                                 | 6,0                                                                  |
| Николаевское         | Николаевское         | -5,3                                                                 | -5,6                                                                 | -1,2                                                                 | 5,4                                                                  | 11,4                                                                 | 15,4                                                                 | 17,8                                                                 | 16                                                                   | 11,1                                                                 | 5,2                                                                  | -0,1                                                                 | -3,6                                                                 | 5,6                                                                  |
| Новая Ладога         | Новая Ладога         | -6,3                                                                 | -6,5                                                                 | -2,2                                                                 | 4,3                                                                  | 10,7                                                                 | 15,5                                                                 | 18,3                                                                 | 16,6                                                                 | 11,6                                                                 | 5,4                                                                  | -0,3                                                                 | -3,8                                                                 | 5,3                                                                  |
| Озерки               | Озерки               | -5,2                                                                 | -5,9                                                                 | -2,4                                                                 | 3,3                                                                  | 9,7                                                                  | 14,8                                                                 | 18,1                                                                 | 16,9                                                                 | 12,1                                                                 | 6,2                                                                  | 1,1                                                                  | -2,4                                                                 | 5,6                                                                  |
| Петрокрепость        | Петрокрепость        | -5,9                                                                 | -6                                                                   | -2                                                                   | 4,3                                                                  | 10,4                                                                 | 15,1                                                                 | 17,9                                                                 | 16,2                                                                 | 11,3                                                                 | 5,3                                                                  | -0,1                                                                 | -3,5                                                                 | 5,3                                                                  |
| Сосново              | Сосново              | -6,2                                                                 | -6,4                                                                 | -2,4                                                                 | 3,7                                                                  | 9,9                                                                  | 14,6                                                                 | 17,5                                                                 | 15,7                                                                 | 10,7                                                                 | 4,8                                                                  | -0,3                                                                 | -3,7                                                                 | 4,9                                                                  |
| Тихвин               | Тихвин               | -7,3                                                                 | -7,1                                                                 | -2,4                                                                 | 4,3                                                                  | 10,9                                                                 | 15,5                                                                 | 17,9                                                                 | 15,7                                                                 | 10,5                                                                 | 4,4                                                                  | -1,3                                                                 | -4,9                                                                 | 4,8                                                                  |
| Санкт-Петербург      | Санкт-Петербург      | -4,8                                                                 | -5                                                                   | -1                                                                   | 5,2                                                                  | 11,5                                                                 | 16,1                                                                 | 19,1                                                                 | 17,4                                                                 | 12,4                                                                 | 6,2                                                                  | 0,9                                                                  | -2,5                                                                 | 6,3                                                                  |

Количество осадков за год 600—700 мм. Наибольшее количество осадков выпадает на возвышенностях, максимум — на Лемболовской. Минимальное количество осадков выпадает на прибрежных низменностях. Наибольшее количество осадков выпадает летом и осенью.
В зимний период осадки выпадают в основном в виде снега. Постоянный снежный покров появляется во второй половине ноября — первой половине декабря. Сходит снег во второй половине апреля.

### Гидрография
Территория области, за исключением небольшой крайне юго-восточной части, относится к бассейну Балтийского моря и имеет густую, хорошо развитую речную сеть. Общая протяжённость всех рек в Ленинградской области около 50 тыс. км. Также в области расположено 1800 озёр, в том числе Ладожское — крупнейшее в Европе. Значительная часть области заболочена.

#### Реки

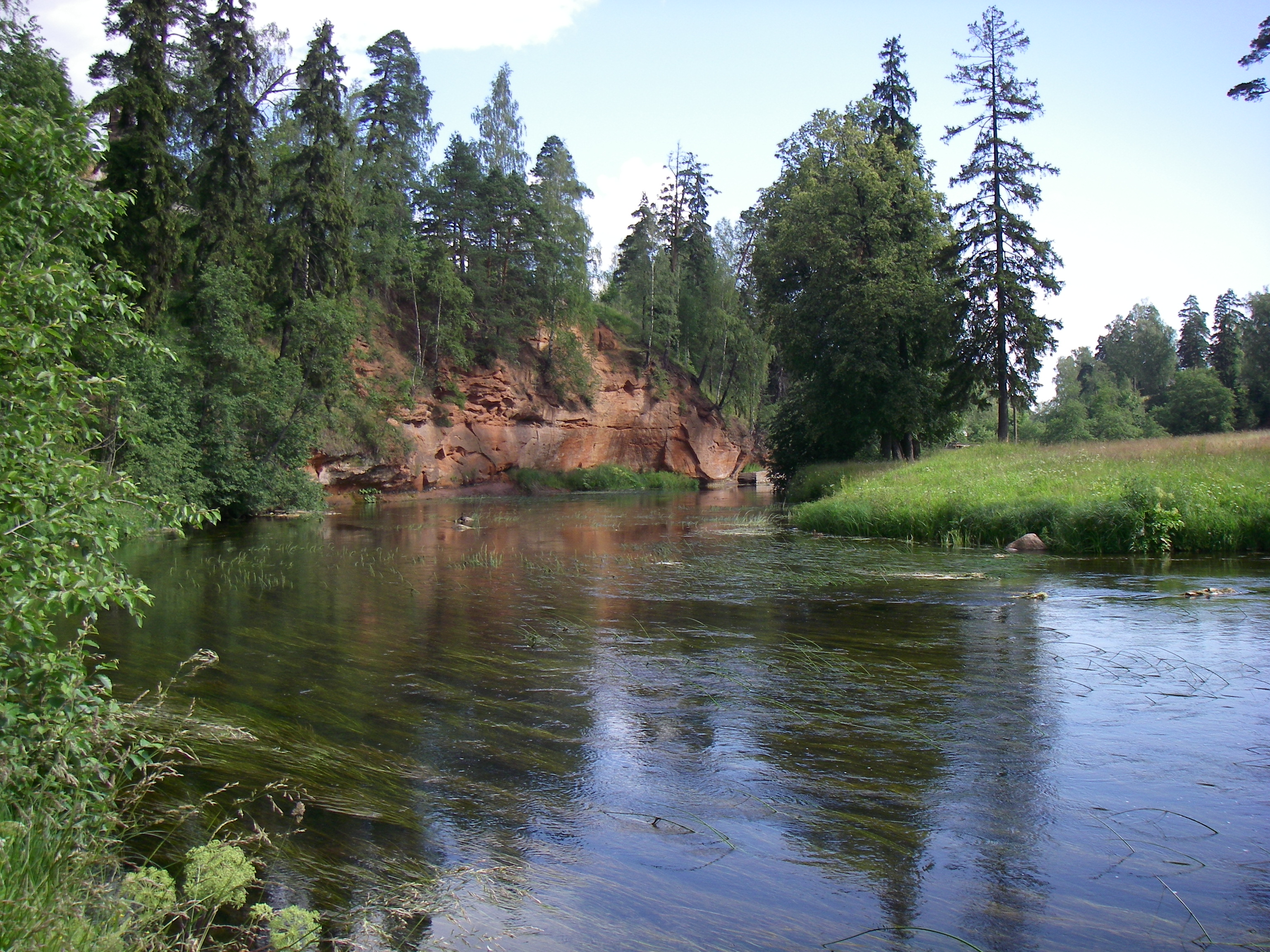
Река Оредеж — приток Луги

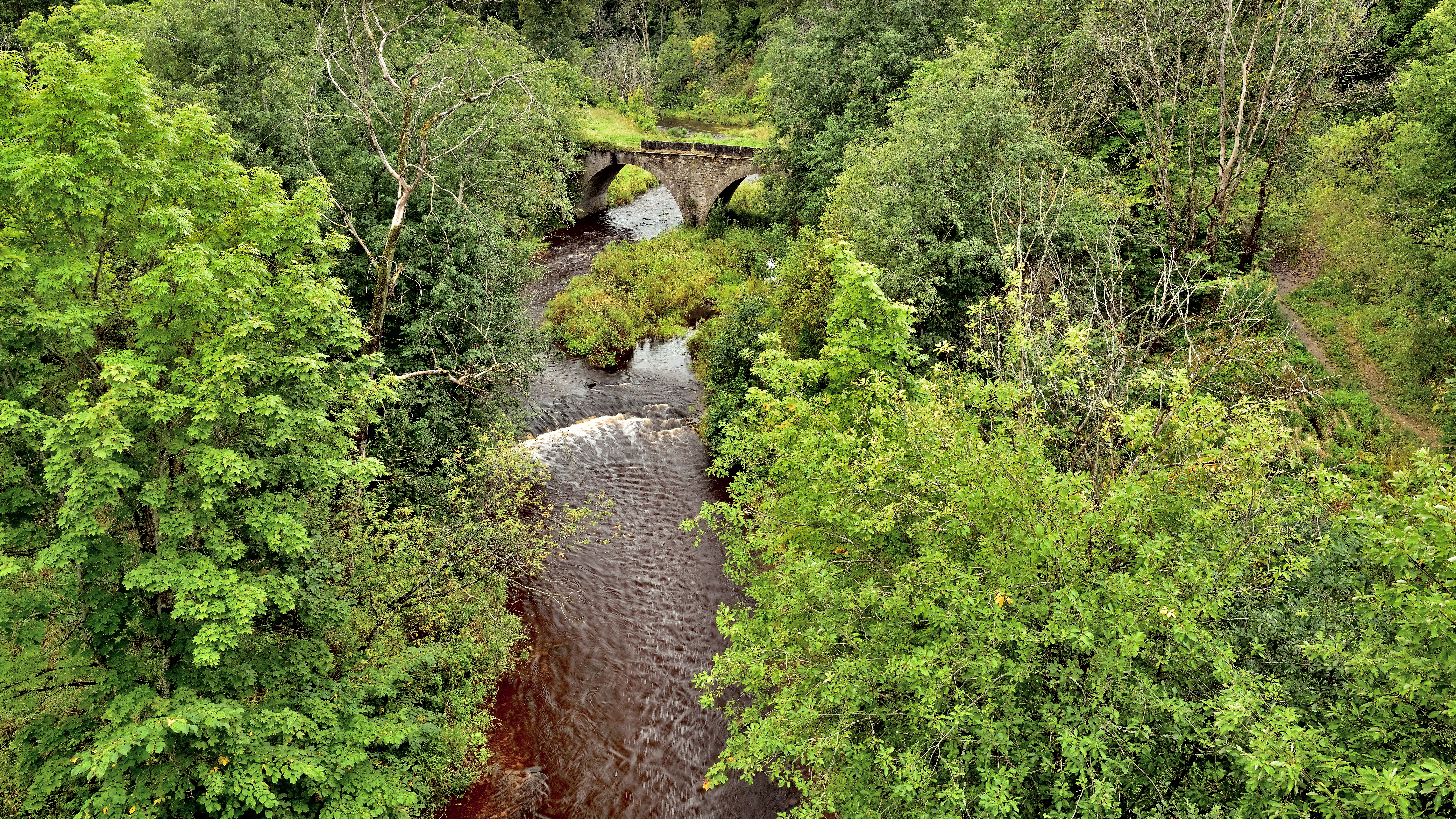
Каньон реки Лава

| Название реки | Длина (км) | Площадь бассейна (км²) |
| ------------- | ---------- | ---------------------- |
| Луга          | 353        | 13 200                 |
| Плюсса        | 281        | 6550                   |
| Оять          | 266        | 5200                   |
| Сясь          | 260        | 7300                   |
| Паша          | 242        | 6700                   |
| Волхов        | 224        | 80 200                 |
| Свирь         | 224        | 84 000                 |
| Оредеж        | 192        | 3200                   |
| Вуокса        | 156        | 68 700                 |
| Тосна         | 121        | 1640                   |
| Охта          | 90         | 768                    |
| Нева          | 74         | 281 000                |

#### Озёра

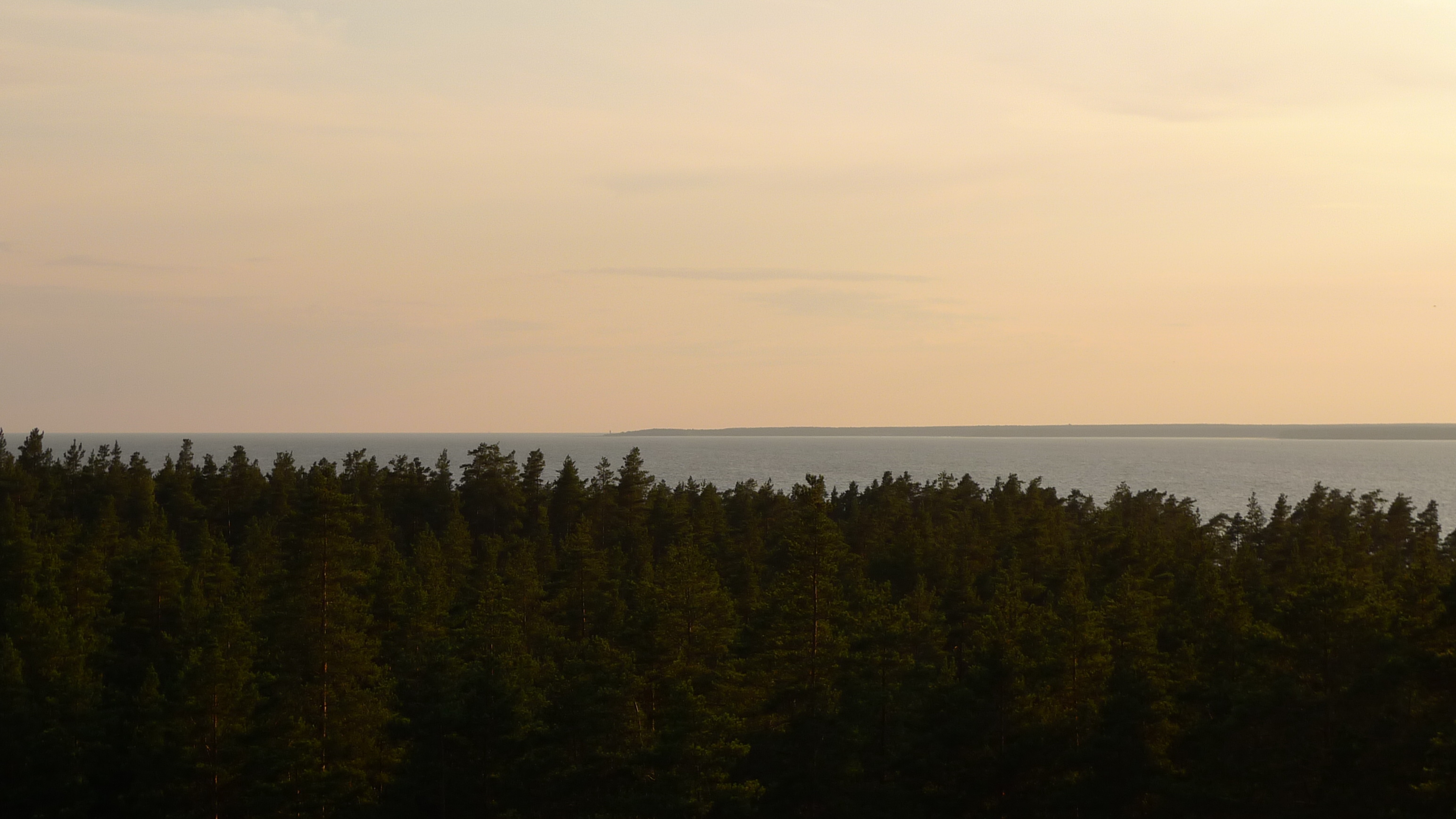
Финский залив около Приморска

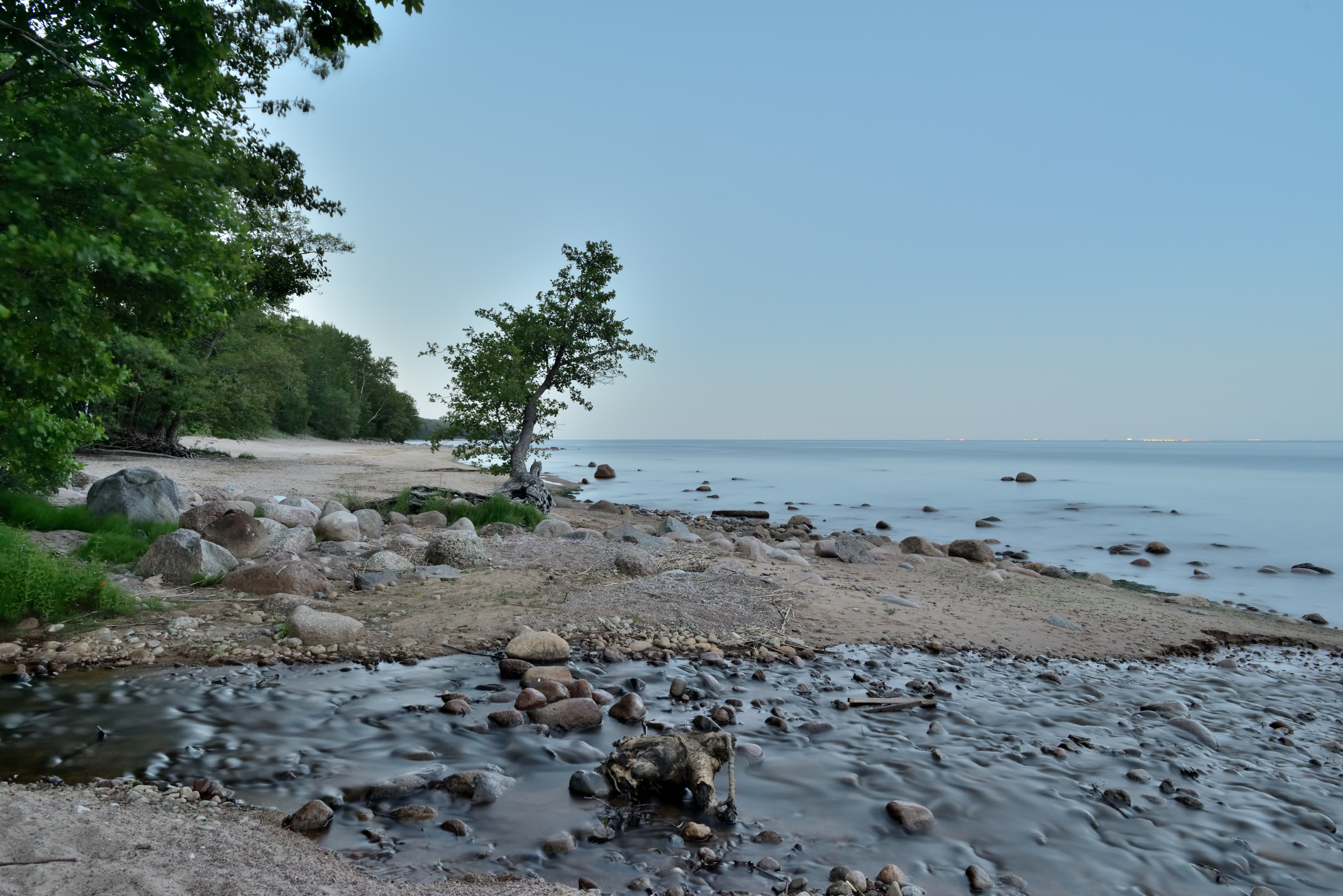
Приморский берег. Береговая зона Финского залива. Белая ночь

| Название озера | Площадь (км²) | Наибольшая глубина (м) |
| -------------- | ------------- | ---------------------- |
| Ладожское      | 17700         | 225                    |
| Онежское       | 9890          | 110                    |
| Вуокса         | 95,6          | 24                     |
| Отрадное       | 66            | 27                     |
| Суходольское   | 44,3          | 17                     |
| Вялье          | 35,8          | 9                      |
| Самро          | 40,4          | 5                      |
| Глубокое       | 37,9          | 12                     |
| Комсомольское  | 24,6          | 20                     |
| Балахановское  | 15,7          | 12                     |
| Череменецкое   | 15            | 32                     |
| Сяберо         | 14,2          | 7                      |
| Врево          | 12            | 44                     |
| Кавголовское   | 5,4           | 5                      |

### Почвы
Основным типом почв в области являются подзолистые, бедные перегноем и отличающиеся значительной кислотностью. При этом на суглинках, в низких местах с повышенным накоплением влаги, главным образом в еловых лесах, образуются сильноподзолистые почвы с мощным верхним слоем. В более высоких местах, менее благоприятных для накопления влаги, образуются среднеподзолистые почвы. На супесях и песках, плохо удерживающих влагу, в сосняках встречаются слабоподзолистые почвы. Там, где преобладает травяная растительность, — на лесных вырубках, в редких смешанных или лиственных лесах — образовались дерново-подзолистые почвы.
На территории Ижорской возвышенности, на породах, содержащих известь, которая нейтрализует кислотность и предохраняет верхний слой почвы от вымывания, сформировались дерново-карбонатные почвы. Это лучшие среди почв области: они богаче других перегноем и минеральными веществами, имеют хорошо выраженную комковатую структуру. Их также называют «северными чернозёмами».
В низинах и на плоских участках местности, при слабом стоке (плохом дренаже) атмосферных вод, вызывающем их застой на поверхности, а иногда при высоком уровне стояния грунтовых вод образуются торфянистые и болотистые почвы. Они распространены в центральной части области, на востоке Карельского перешейка, на побережье Финского залива, в Приладожье.
В некоторых местах на луговых террасах (по рекам Волхову, Луге и другим), заливаемых водой в половодье, из речных наносов образуются богатые перегноем аллювиальные почвы. Их площадь невелика.
Основными почвообразующими породами являются глины, суглинки, пески и торф. Сельскохозяйственное использование почв области требует их искусственного улучшения.

### Растительность

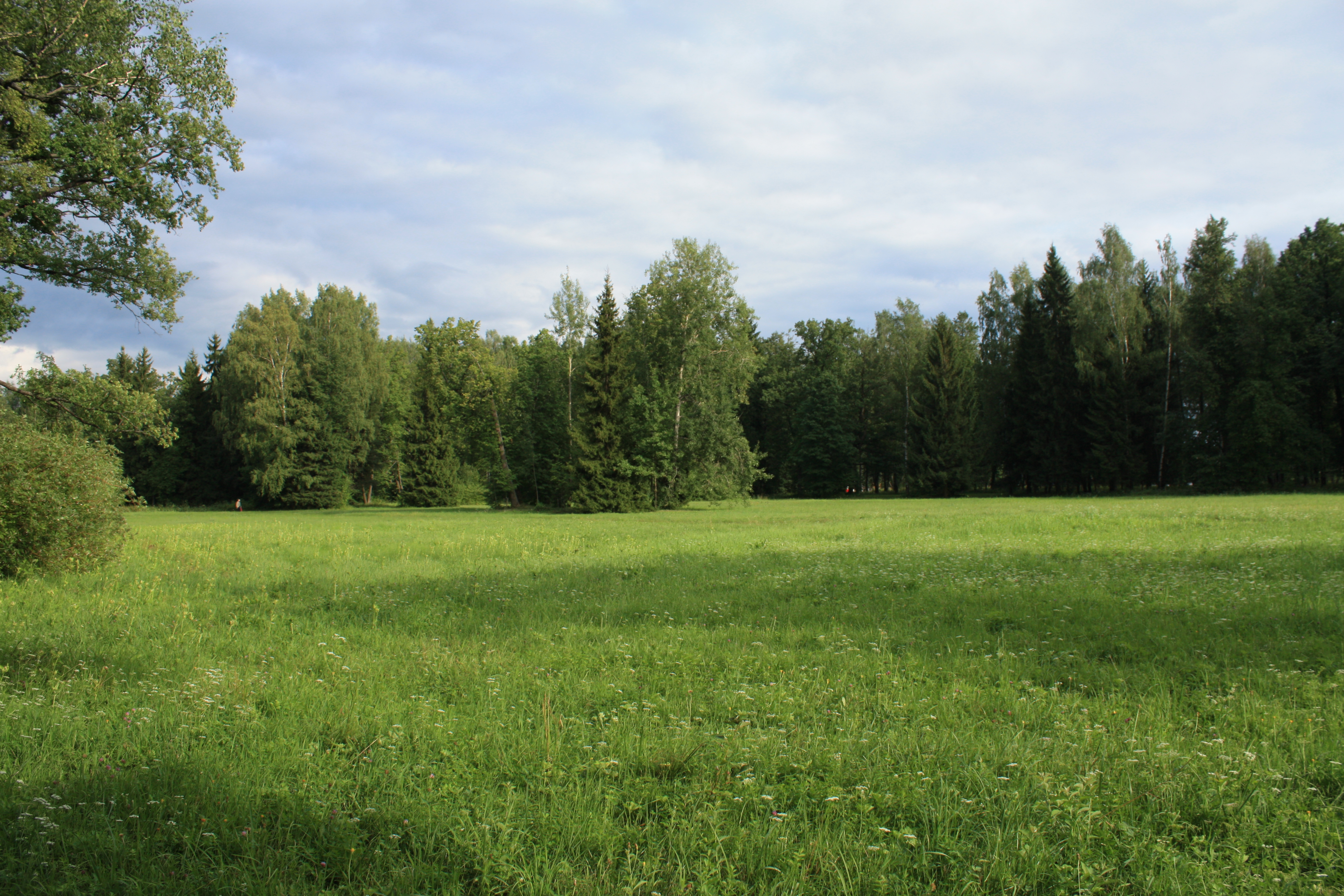
Пейзаж Ленинградской области

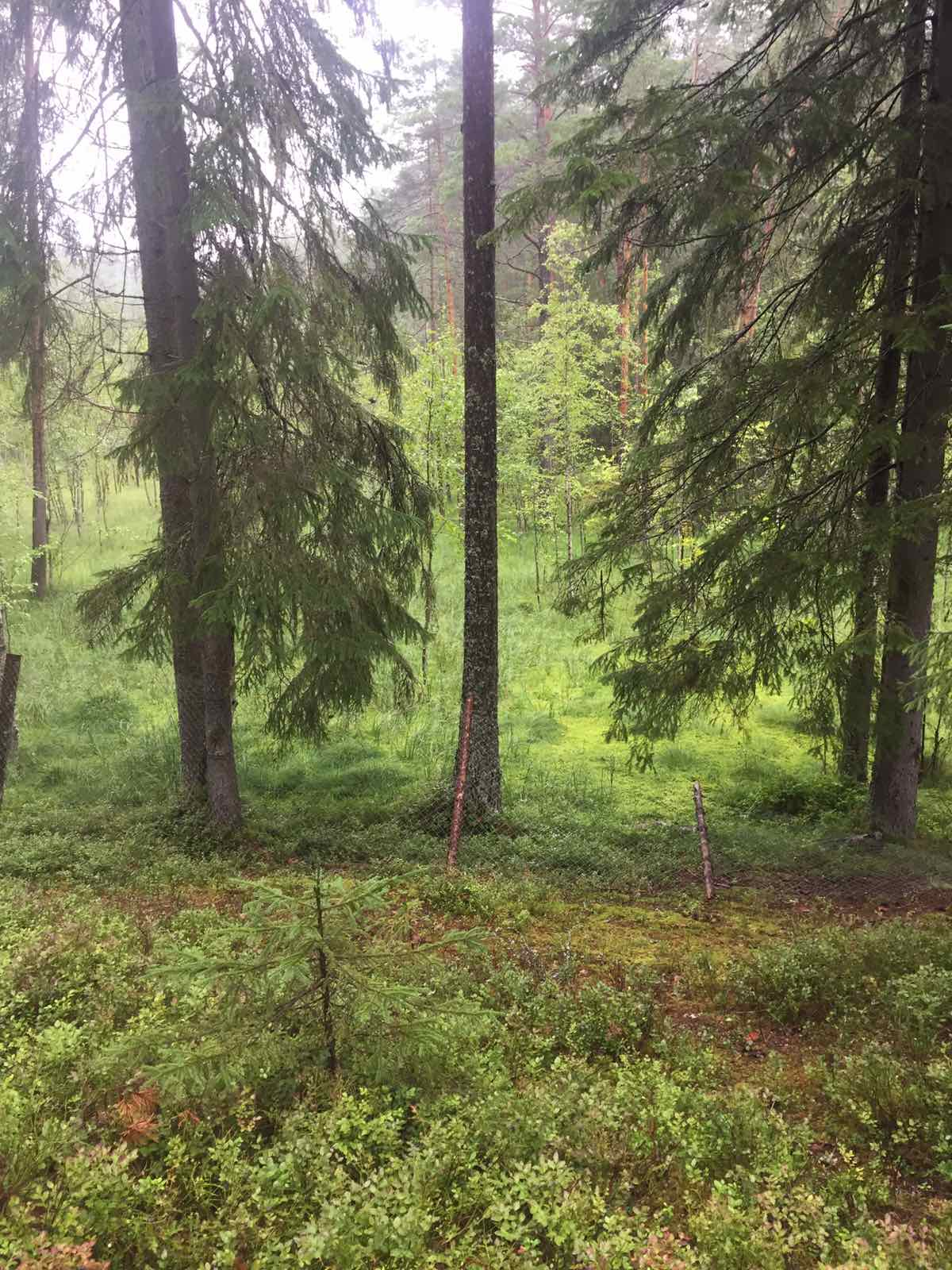
Сосновый лес с примесью ели на севере Ленинградской области

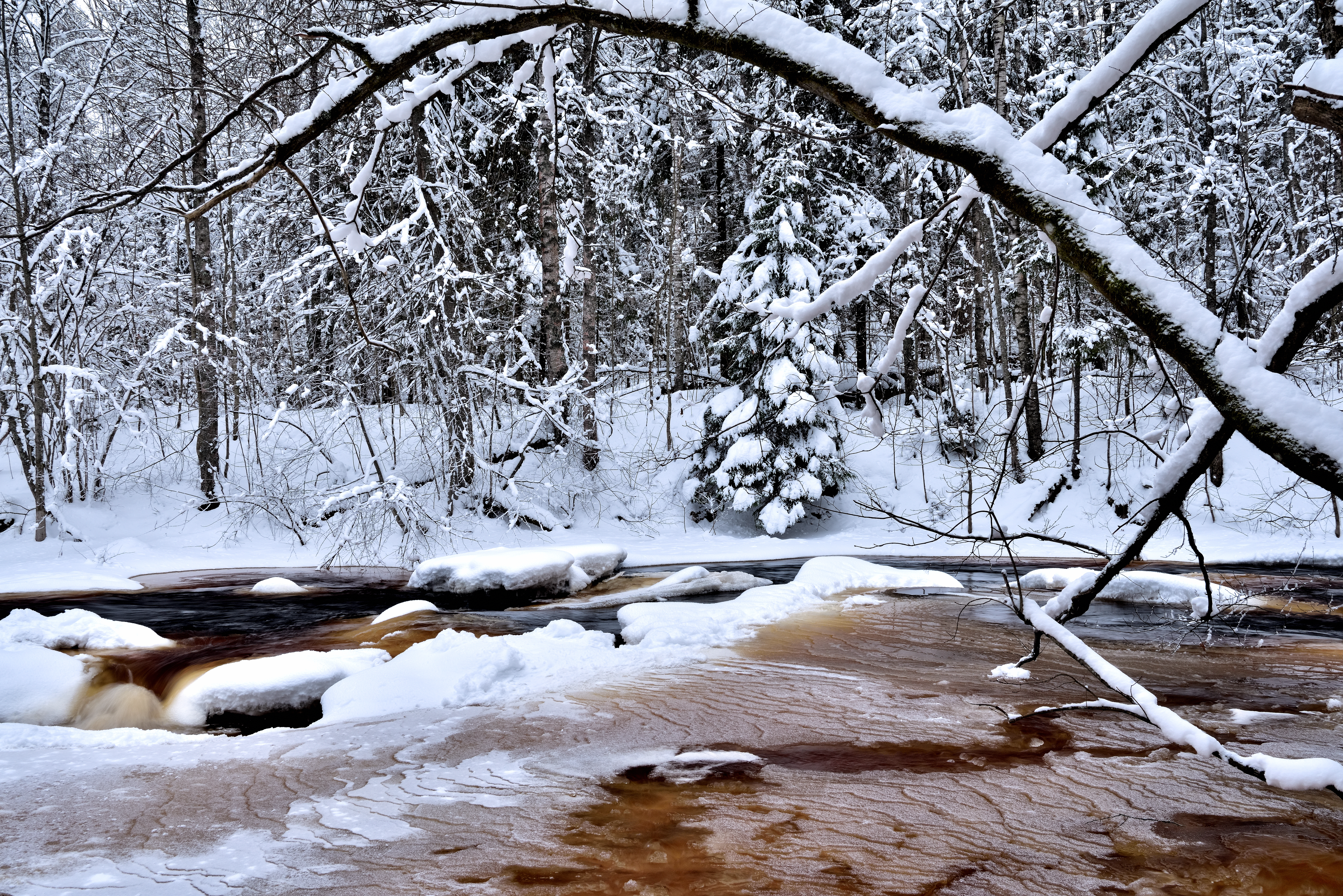
Линдуловская роща и река Рощинка зимой

Территория области расположена в зоне тайги в её средней (на севере области) и южной подзонах (большая часть области), незначительная часть — в зоне смешанных лесов (юг области) — преимущественно в пределах Лужского района, а также островами на Ижорской возвышенности, Путиловском плато и в некоторых прилегающих к ним районах, например, в Кингисеппском. Густые хвойные и смешанные лиственные леса, перемежающиеся болотами, покрывают почти 70 % территории области, служат важным сырьевым ресурсом региона и изобилуют фауной, лесным «населением», которое весьма разнообразно.
В сырых местах встречаются леса из ольхи чёрной. На участках с плодородными почвами в составе лесов иногда встречаются широколиственные породы — клён остролистный, липа мелколистная, дуб черешчатый, вязы шершавый и гладкий, ясень обыкновенный, а в подлеске — лещина обыкновенная. Преимущественно в западной и южной частях области изредка можно встретить даже небольшие участки реликтовых широколиственных лесов. В лесах области произрастают лекарственные растения и ягоды: ландыш майский, толокнянка, черника, брусника, клюква, малина, багульник, можжевельник, лапчатка прямостоящая. Территории, прилегающие к Санкт-Петербургу, заняты под сельское хозяйство (пашни, луга, кустарники).

### Животный мир
В области обитают главным образом лесные животные, среди которых 68 видов млекопитающих. Основными из них являются белка, хорь, куница, крот, заяц-беляк, заяц-русак, ежи, различные грызуны (полевая и лесная мыши, крыса и другие), а также волк, кабан, косуля, лисица, лось, медведь, рысь, ласка, выдра, олень пятнистый, нерпа, бобр, тюлень, норка, енотовидная собака.
В области обитает около 300 видов птиц, основными являются глухарь, куропатка белая, куропатка серая, рябчик, тетерев, утка местная, утка пролётная, гусь, кулик. Некоторые лесные птицы (дятел, дрозд, синица, кукушка, скворец) приносят пользу, истребляя вредных насекомых. Зимуют в области лишь ворон, воробей, синица, снегирь, дятел; большинство же покидает области, начиная с конца августа.
В водах области водится около 80 видов рыб. Из морских рыб чаще встречаются салака, балтийская (ревельская) килька, треска, морская щука. Из проходных рыб встречаются корюшка, лосось, кумжа, угорь. Среди пресноводных рыб наибольшее значение имеет сиг, также встречаются окунь, судак, лещ, плотва, снеток. В Красную книгу занесены: балтийская кольчатая нерпа, нерпа ладожская, серый тюлень, беркут, змееяд, сапсан, скопа, орлан-белохвост.

### Охрана природы
На территории области созданы и функционируют:
- 2 государственных природных заповедника: Нижнесвирский, Восток Финского залива
- 1 федеральный комплексный заказник: Мшинское болото
- 12 региональных комплексных заказников: Белый Камень, Берёзовые острова, Вепсский лес, Выборгский, Гладышевский, Гряда Вярямянселькя, Дубравы у деревни Велькота, Котельский, Лисинский, Раковые озёра, Сяберский, Чистый мох
- 4 региональных гидрологических заказника: Болото Ламминсуо, Болото Озёрное, Глебовское болото, Север Мшинского болота
- 3 региональных ботанических заказника: Гостилицкий, Линдуловская роща, Ракитинский
- 1 региональный орнитологический заказник: Озеро Мелководное
- 2 региональных ландшафтных заказника: Череменецкий, Шалово-Перечицкий
- 16 комплексных памятников природы: Бабинское болото с прилегающими суходолами на болотном массиве «Соколий мох», болотный массив «Гладкий мох» и долина реки Шарья, Гонтовое болото, истоки реки Оредеж в урочище «Донцо», каньон реки Лава, Кокоревский, Лазаревское болото, Низинное болото к западу от деревни Березняк, озеро Казьян, озеро Ястребиное, Пожупинское озеро с прилегающими суходолами, река Рагуша, Саблинский, Сосновые леса на камах в окрестностях посёлка Будогощь, Староладожский, Суходольные острова на болотном массиве «Лисий мох»
- 7 геологических памятников природы: Геологические обнажения девонских и ордовикских пород на реке Саба, Геологические обнажения девона на реке Оредеж и у посёлка Ям-Тёсово, геологические обнажения девона и штольни на реке Оредеж у деревни Борщово (оз. Антоново), Обнажения девона на реке Оредеж у посёлка Белогорка, остров Густой, Пугаревский, Щелейки
- 2 геологических и гидрологических памятника природы: озеро Красное, радоновые источники и озёра в посёлке Лопухинка
- 1 региональный природный парк: Вепсский лес

В 1999 году вышла в свет Красная книга природы Ленинградской области. Первый том посвящён особо охраняемым природным территориям, второй — растениям и грибам, третий — животным.

## История

### История до XVIII века

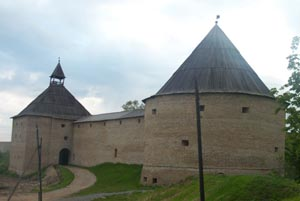
Старая Ладога — древнейшее русское поселение области

На территории современной Ленинградской области древнейшее население появилось в 9—8 тысячелетиях до н. э. (мезолит) после отступления ледника (Лиственка). К середине 1 тысячелетия н. э. здесь уже существовали оседлые финно-угорские племена, занимавшиеся земледелием, скотоводством, охотой и рыболовством. В VIII веке на этой территории осели славяне.
К 750-м годам относится возникновение Ладоги (с XVIII века Старая Ладога) — древнейшего русского поселения на территории России. В IX—X веках Ладога стала важнейшим политическим и экономическим центром формирования государственности Древней Руси. Лишь в конце X века она теряет своё значение, уступая его Новгороду.
В XII веке Новгород приобрёл политическую самостоятельность, и земли по берегам Финского залива, Луги, Невы, Ладоги, Волхова в XIV веке были закреплены в составе в Новгородской республики.
В XIII—XIV веках эти земли стали ареной борьбы Новгородской и Псковской республик с агрессией Ливонских рыцарей и шведских феодалов. В 1240 году состоялась знаменитая, хотя и не самая многочисленная для того времени Невская битва, в которой русские войска под командованием князя Александра Невского разгромили шведов. Для защиты северо-западных рубежей Руси новгородцы в XIII—XIV веках создают крепости Ям, Копорье, Орешек, Корелу, Тиверский городок.
В январе 1478 года Новгородская республика прекратила своё существование в связи с её захватом Великим князем Московским Иваном ΙΙΙ. После присоединения Новгородского государства к Великому княжеству Московскому большая часть Новгородской земли была разделена на пятины, границы между которыми проходили в основном по рекам. Пятины, в свою очередь, делились на половины. В конце XV — начале XVI в. Новгородская земля описывается московскими писцами, отправлявшимися для этого в специальные экспедиции. Итогом этих экспедиций явились «Писцовые книги», ценный источник информации по истории и географии Северо-Запада в целом и территории нынешней Ленинградской области в частности. Годом основания очень многих населённых пунктов Ленинградской области считается год их упоминания в Писцовых книгах.
В начале XVII века в годы Смутного времени Россия была отрезана от Балтийского моря: Северо-Запад страны был захвачен Швецией. Попытка России в 1656—1658 годах вооружённым путём вернуть утраченную территорию не увенчалась успехом.

### Российская империя
В начале XVIII века в результате Северной войны территория области вновь была присоединена к России, здесь была построена новая столица страны — Санкт-Петербург. В 1708 году была образована Ингерманландская губерния. В 1710 году она была переименована в Санкт-Петербургскую, в 1914 году — в Петроградскую, в 1924 году — в Ленинградскую.

### СССР
После Октябрьской революции 1917 года в Петроградской губернии начали создаваться советские органы власти. В 1919 году в Петроградской губернии развернулось вооружённое противостояние Красной армии с войсками генерала Н. Н. Юденича.
В 1926 году на северо-западе РСФСР была образована Северо-Западная область. Административно-территориальное устройство Северо-Западной области было утверждено решением Северо-Западного ЭКОСО от 7 мая 1926 года. В состав области входили 5 губерний: Мурманская, Новгородская, Псковская, Ленинградская и Череповецкая. В 1927—1929 годах в СССР проходила административная реформа (были упразднены губернии), в то время по постановлению ВЦИК и СНК РСФСР от 1 августа 1927 года Северо-Западная область была переименована в Ленинградскую, был утверждён состав территории постановлениями Президиума ВЦИК «О границах и составе округов Северо-Западного края» от 18 июля 1927 года и «О границах и составе округов Ленинградской области» от 1 августа 1927 года. Площадь территории той области составляла 360,4 тыс. км², впоследствии она значительно уменьшилась.

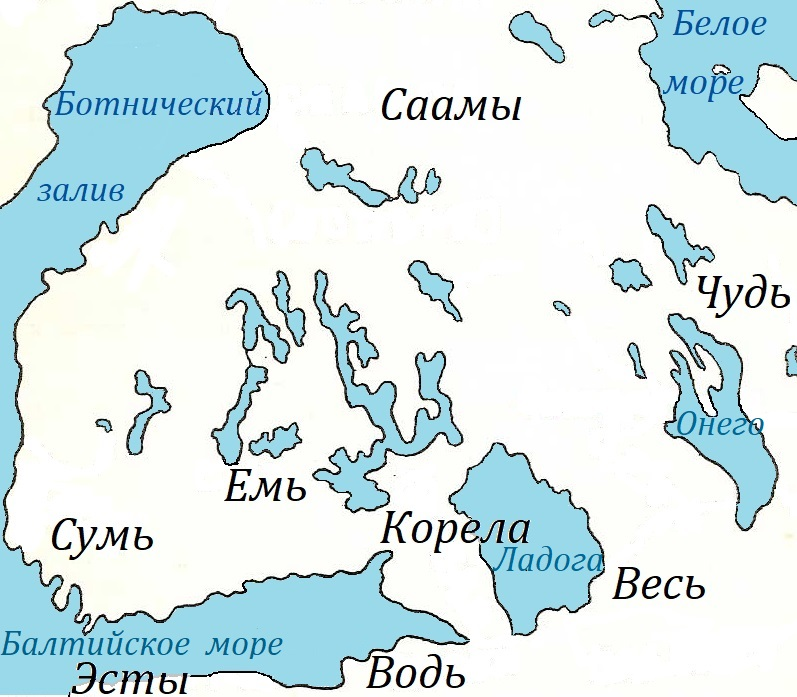
Племя Корела в X веке
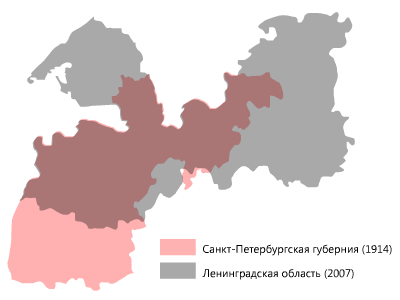
Сравнение территорий Санкт-Петербургской губернии (1914) и нынешней Ленинградской области
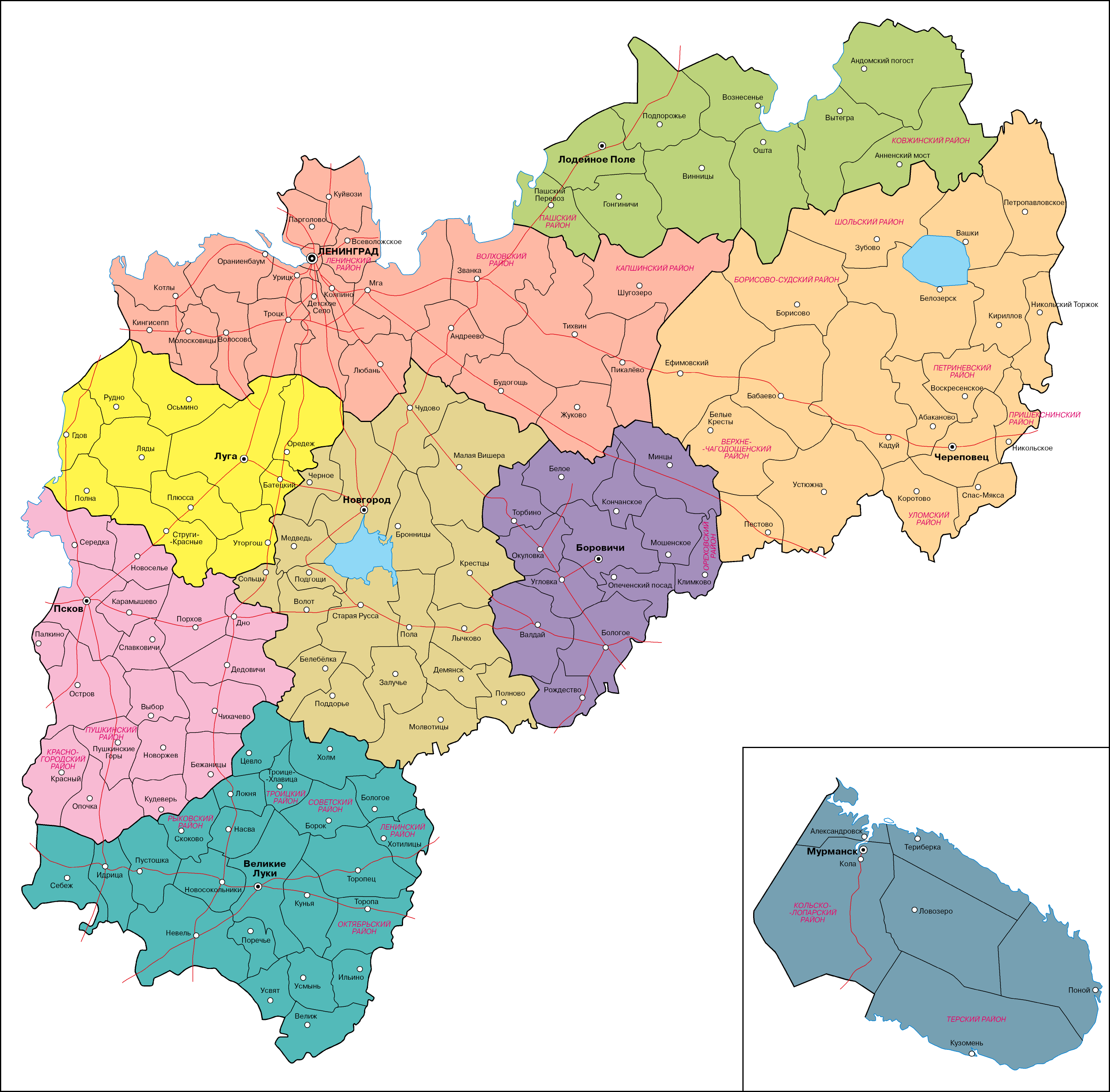
Округа Ленинградской области в 1927 году
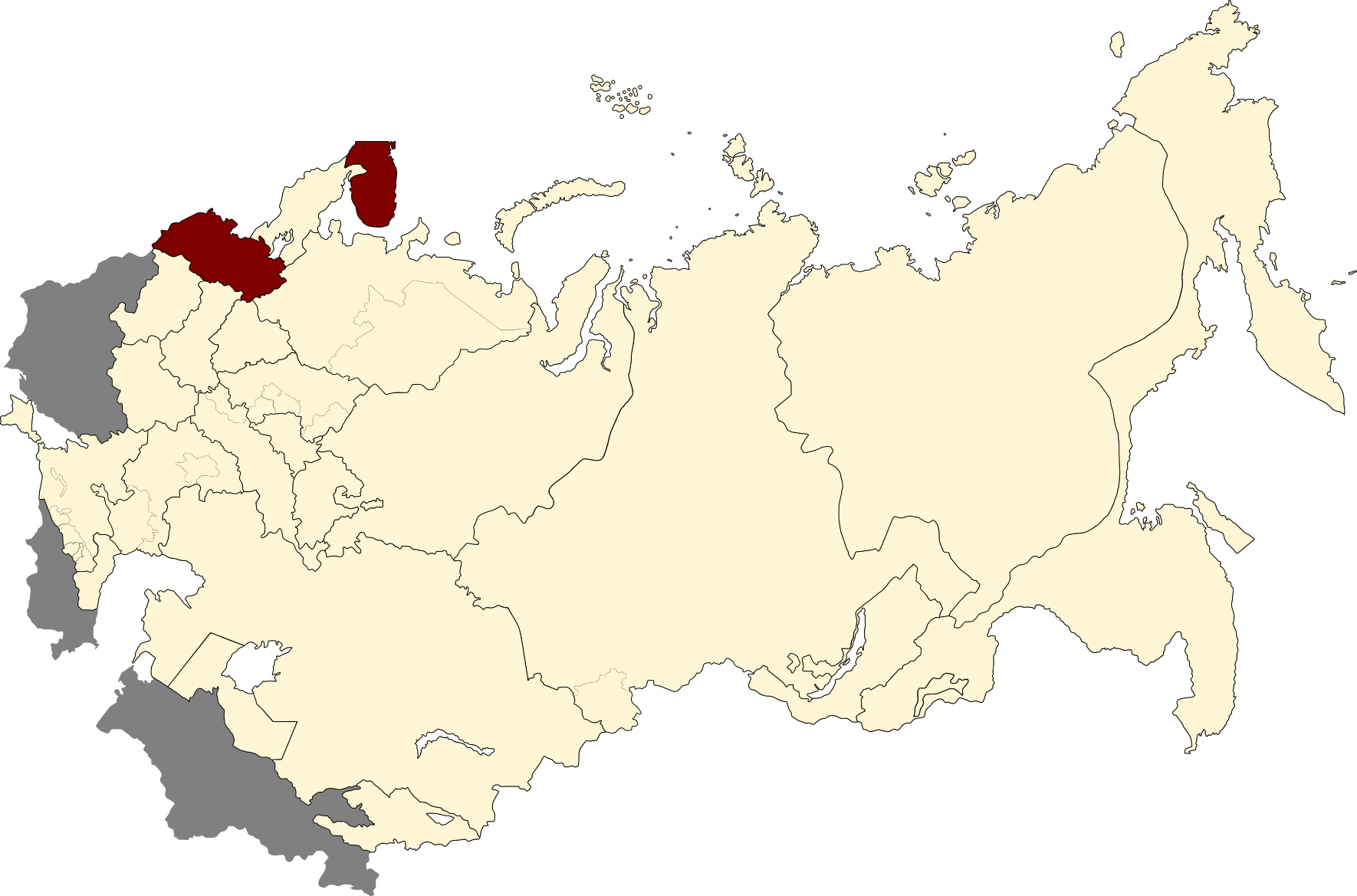
Ленинградская область на карте РСФСР на 20.07.1930

К 1 января 1931 года в области имелось 95 районов и 1 округ (Мурманский округ), в которые входило 2603 сельсовета, 39 городов, в том числе выделенных в самостоятельные административно-хозяйственные единицы — 6 (Ленинград, Псков, Новгород, Кронштадт, Боровичи, Череповец), рабочих посёлков — 20, сельских населённых пунктов — 44 644. Площадь области на 01.01.1931 составляла 330 293 км² (без территории Ленинграда и Кронштадта), население 6 174 900 чел., в том числе 2 940 000 — городского населения (47,6 %), плотность населения — 18,7 чел/кв.км. Национальный состав: русские — 90,2 %, финны — 2,3 %, евреи — 1,7 %, эстонцы — 1,4 %. Самыми крупными населёнными пунктами были:
- г. Ленинград — 2 236 515 жителей
- г. Псков — 39 997 жителей
- г. Новгород — 36 000 жителей
- г. Мурманск — 29 194 жителей
- г. Кронштадт — 28 167 жителей
- г. Детское Село — 27 800 жителей
- г. Боровичи — 23 500 жителей
- г. Колпино — 20 748 жителей
- г. Череповец — 19 412 жителей
- г. Красногвардейск — 19 028 жителей
- г. Старая Русса — 18 409 жителей
- рп. Кукисвумчорр — 16 300 жителей
- г. Петергоф — 14 979 жителей
- г. Сестрорецк — 14 000 жителей

15 января 1938 года Верховный Совет СССР утвердил создание вместо Северной области Вологодской и Архангельской областей. В состав Вологодской области вошли восемнадцать восточных районов из состава Ленинградской области: Андомский, Бабаевский, Белозерский, Борисовосудский, Вашкинский, Вытегорский, Кадуйский, Кирилловский, Ковжинский, Мяксинский, Оштинский, Петриковский, Пришекснинский, Устюженский, Чагодощенский, Чарозерский, Череповецкий и Шольский.
Дальнейшие изменения территории Ленинградской области представлены в таблице:
| Дата       | Событие                                                                               | Увеличение территории                                                | Уменьшение территории                                       |
| ---------- | ------------------------------------------------------------------------------------- | -------------------------------------------------------------------- | ----------------------------------------------------------- |
| 03.06.1929 | образована Западная область                                                           |                                                                      | Великолукский округ (23 района)                             |
| 20.09.1931 | упразднён Уломский район, его часть передана в Весьегонский район Калининской области |                                                                      | часть Уломского района                                      |
| 12.1931    | Ленинград — город республиканского подчинения                                         |                                                                      | г. Ленинград, Ленинградский Пригородный район, г. Кронштадт |
| 29.01.1935 | образована Калининская область                                                        |                                                                      | 5 районов                                                   |
| 08.1936    | упразднён Ленинградский Пригородный район                                             | Всеволожский, Красносельский, Парголовский, Слуцкий районы           |                                                             |
| 27.09.1937 | образована Вологодская область                                                        |                                                                      | г. Череповец, 18 районов                                    |
| 28.05.1938 | образована Мурманская область                                                         |                                                                      | г. Мурманск, Мурманский округ (7 районов)                   |
| 1940       | результат Советско-финской войны                                                      | Каннельярвский, Койвистовский, Раутовский районы                     |                                                             |
| 05.07.1944 | образована Новгородская область                                                       |                                                                      | г. Новгород, г. Боровичи, г. Старая Русса, 27 районов       |
| 23.08.1944 | образована Псковская область                                                          |                                                                      | г. Псков, 17 районов                                        |
| 1944       | граница между РСФСР и Эстонской ССР установлена по р. Нарва                           | территория к востоку от р. Нарва, включая Ивангород                  |                                                             |
| 11.1944    | территория Карельского перешейка передана из состава Карело-Финской ССР               | г. Выборг, г. Кексгольм, Выборгский, Кексгольмский, Яскинский районы |                                                             |
| 21.08.1946 | переданы в подчинение Ленинграда                                                      |                                                                      | Сестрорецкий и Курортный районы                             |
| 07.1953    | упразднён Павловский район, часть передана в подчинение Ленинграда                    |                                                                      | часть района, включая г. Павловск                           |
| 04.1954    | переданы в подчинение Ленинграда                                                      |                                                                      | р. п. Левашово, Парголово, Песочный                         |
| 05.07.1956 | переданы из состава Новгородской области в Бокситогорский район                       | Дмитровский и Мозолёвский сельсоветы                                 |                                                             |
| 16.01.1963 | передан в подчинение Ленинграда                                                       |                                                                      | г. Урицк                                                    |
| 04.1973    | переданы в подчинение Ленинграда                                                      |                                                                      | г. Красное Село, р. п. Горелово, Можайский                  |
| 04.1978    | передан в подчинение Ленинграда                                                       |                                                                      | г. Ломоносов                                                |

В годы Великой Отечественной войны большая часть территории области была оккупирована и значительно пострадала. В январе 1945 года население области насчитывало 483 тыс. человек, хотя до войны на этой территории проживали 1258 тыс. человек. Во время блокады Ленинграда через территорию области проходила «Дорога Жизни» — единственная магистраль, связывавшая осаждённый город со страной. Большой вклад в победу над врагом внесло партизанское движение: к началу 1944 года на территории области действовали 13 партизанских бригад, в которых состояли 35 тыс. бойцов.
На территории области развернулось самое длительное и наиболее кровопролитное в истории Второй мировой войны сражение, связанное с блокадой Ленинграда и его деблокадой. По согласованию с администрацией Ленинградской области и Народным союзом Германии после длительных переговоров, несмотря на протесты общественности, было решено превратить кладбище немецких солдат в деревне Сологубовка (район Синявинских высот) в военное кладбище. Сейчас на нём захоронено около 22 000 человек. К сроку окончания поисковых работ здесь найдут своё упокоение останки около 80 000 человек.
Здесь же установлен и памятник советским солдатам.

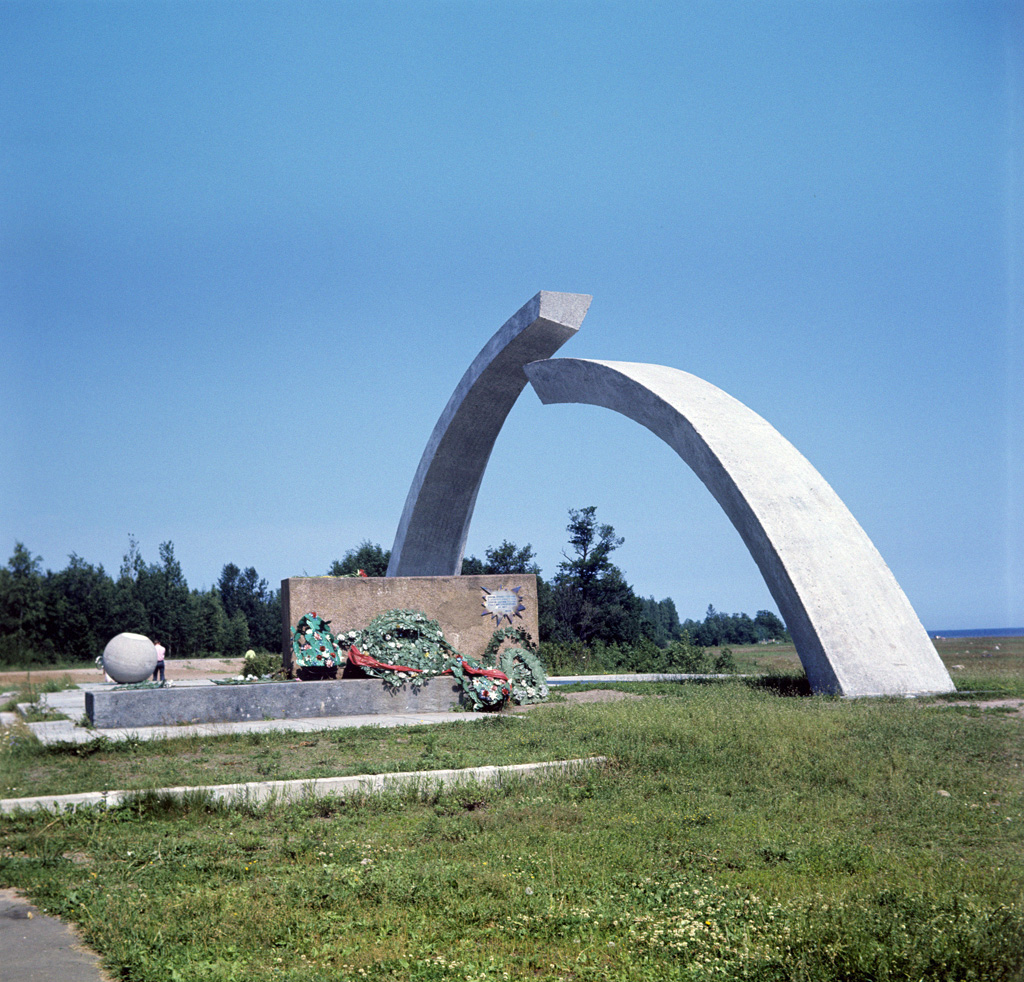
Мемориал «Разорванное кольцо», символизирующий разрыв в кольце блокады Ленинграда, которым была «Дорога жизни». Деревня Коккорево, Всеволожский район
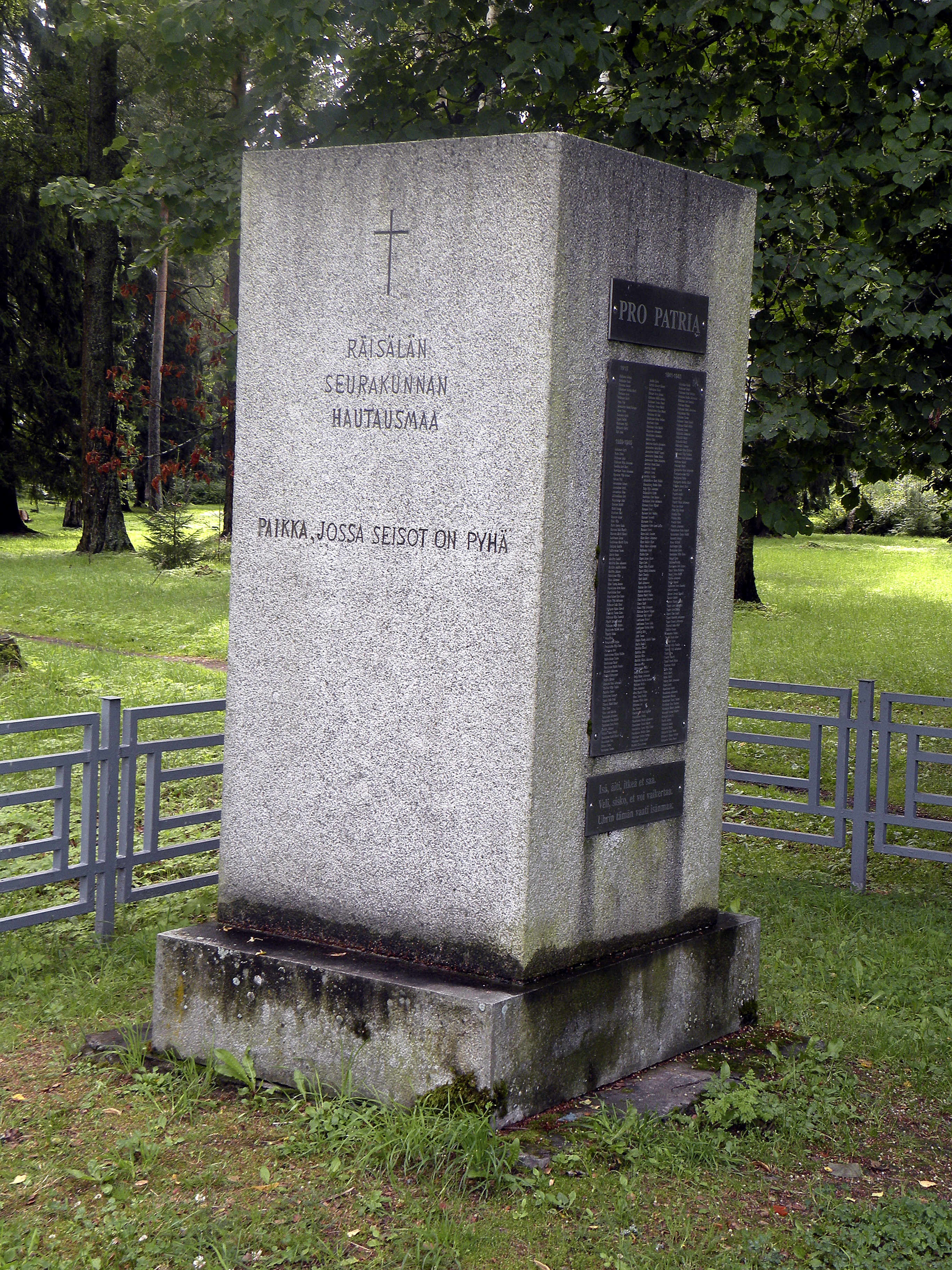
PRO PATRIA («За Родину»). Памятник финским солдатам в войнах с СССР 1918—1945 гг. в посёлке Мельниково Приозерского района

В области сохраняется память о финских солдатах и жителях отошедших по договору с Финляндией к России поселений.
В послевоенный период хозяйство области было восстановлено, появились новые города и посёлки. В 1949 году статус города был присвоен Сланцам, в 1950 — Бокситогорску, в 1953 — Кировску, в 1954 — Пикалёво и Ивангороду, в 1956 — Подпорожью, в 1963 — Тосно и Всеволожску. В 1973 году введена в эксплуатацию Ленинградская атомная электростанция в Сосновом Бору, который в этом же году получил статус города.

### Российская Федерация
В 1991—1996 годах главой администрации Ленинградской области был Александр Семёнович Беляков. С принятием Конституции России в 1993 году, Ленинградская область стала субъектом Российской Федерации. В 1994 году принят Устав Ленинградской области. В 1996—1998 годах губернатором Ленинградской области был Вадим Густов; в 1998—2012 годах — Валерий Сердюков.

## Официальные символы
Флаг Ленинградской области представляет собой прямоугольное полотнище с отношением длины к ширине 3:2. В верхней части флага расположено белое поле, занимающее 2/3 его ширины. На белом поле в центре изображён герб Ленинградской области. Габаритная ширина герба на флаге Ленинградской области должна составлять 2/9 длины полотнища. В нижней части флага по всей длине в виде остроконечных волн расположены красная полоса, над ней — голубая полоса, разделённые пополам белой волнистой полосой, составляющей 1/60 ширины полотнища флага.
Обратная сторона флага является зеркальным отображением его лицевой стороны.
Герб Ленинградской области: «В лазоревом (синем, голубом) поле накрест серебряный якорь и поверх его — золотой ключ ушком вверх; в червлённой (красной) главе щита — серебряная зубчатая мурованная стена».
Официальным гимном Ленинградской области является композиция «Семья ленинградская» (музыка Светланы Мироновой, стихи Михаила Лейкина).

## Награды
- Орден Ленина (30 ноября 1966) — за мужество и героизм, проявленные в разгроме немецко-фашистских оккупантов под Ленинградом и за успехи в развитии народного хозяйства.
- Орден Октябрьской Революции (26 января 1984) — за успехи трудящихся области в хозяйственном и культурном строительстве, а также за мужество и героизм, проявленные при защите Отечества во время Великой Отечественной войны.

## Население
Численность населения области по данным Росстата составляет 2 059 479 чел. (2025). Плотность населения — 24.54 чел./км² (2025). Городское население — 65.4% (1346919).
Национальный состав
В Ленинградской области проживают официально признанные коренные малочисленные народы России: вепсы, ижоры, карелы и водь (все финно-угорские).
По итогам переписи населения 2020 года проживали следующие национальности (национальности менее 0,1 % и другое, см. в сноске к строке «Другие»):
| Национальность | Численность, чел. | Доля     |
| -------------- | ----------------- | -------- |
| Русские        | 1 642 897         | 82,10 %  |
| Украинцы       | 12 905            | 0,64 %   |
| Узбеки         | 7797              | 0,39 %   |
| Белорусы       | 7527              | 0,38 %   |
| Татары         | 6805              | 0,34 %   |
| Армяне         | 6182              | 0,31 %   |
| Таджики        | 4896              | 0,24 %   |
| Азербайджанцы  | 3814              | 0,19 %   |
| Киргизы        | 2004              | 0,10 %   |
| Другие         | 306 170           | 15,31 %  |
| Итого          | 2 000 997         | 100,00 % |

## Административно-территориальное деление
С 1 января 2006 года в результате реформы местного самоуправления административно-территориальное деление Ленинградской области осуществляется по двухуровневой системе. Территориальным образованием первого уровня является городское (сельское) поселение. Второй уровень административно-территориального деления — муниципальный район (городской округ). Исключением является Гатчинский муниципальный округ с одноуровневой системой местного самоуправления.
Ленинградская область включает в себя 188 муниципальных образований:
- 1 городской округ,
- 1 муниципальный округ,
- 16 муниципальных районов, в состав которых входят:
  - 62 городских поселения
  - 108 сельских поселений.

Муниципальные образования второго уровня представлены в таблице:
| №  | Муниципальное образование           | Код ОКТМО    | Площадь (км²) | Население (2025) | Плотность населения (чел./км²) | Число ГП | Число СП | Административный центр                                       |
| -- | ----------------------------------- | ------------ | ------------- | ---------------- | ------------------------------ | -------- | -------- | ------------------------------------------------------------ |
| 1  | Бокситогорский муниципальный район  | 41 603 000 6 | 7201,74       | ↘50 135          | 6.96                           | 3        | 4        | Бокситогорск                                                 |
| 2  | Волосовский муниципальный район     | 41 606 000 0 | 2680,53       | ↗50 371          | 18.79                          | 1        | 6        | Волосово                                                     |
| 3  | Волховский муниципальный район      | 41 609 000 3 | 5124,65       | ↘78 146          | 15.25                          | 3        | 12       | Волхов                                                       |
| 4  | Всеволожский муниципальный район    | 41 612 000 5 | 3036,4        | ↗589 000         | 193.98                         | 11       | 8        | Всеволожск                                                   |
| 5  | Выборгский муниципальный район      | 41 615 000 9 | 7546,04       | ↘193 939         | 25.7                           | 7        | 5        | Выборг                                                       |
| 6  | Гатчинский муниципальный округ      | 41 618 000 2 | 2891,81       | ↗262 115         | 90.64                          | —        | —        | Гатчина                                                      |
| 7  | Кингисеппский муниципальный район   | 41 621 000 4 | 2907,14       | ↗89 831          | 30.9                           | 2        | 9        | Кингисепп                                                    |
| 8  | Киришский муниципальный район       | 41 624 000 8 | 3045,30       | ↘58 488          | 19.21                          | 2        | 4        | Кириши                                                       |
| 9  | Кировский муниципальный район       | 41 625 000 2 | 2590,46       | ↗108 512         | 41.89                          | 8        | 3        | Кировск                                                      |
| 10 | Лодейнопольский муниципальный район | 41 627 000 1 | 4910,95       | ↘27 021          | 5.5                            | 2        | 3        | Лодейное Поле                                                |
| 11 | Ломоносовский муниципальный район   | 41 630 000 3 | 1919,17       | ↗94 126          | 49.05                          | 4        | 11       | Место нахождения органов местного самоуправления — Ломоносов |
| 12 | Лужский муниципальный район         | 41 633 000 7 | 6006,00       | ↘73 430          | 12.23                          | 2        | 12       | Луга                                                         |
| 13 | Подпорожский муниципальный район    | 41 636 000 0 | 7705,50       | ↘24 820          | 3.22                           | 4        | 1        | Подпорожье                                                   |
| 14 | Приозерский муниципальный район     | 41 639 000 4 | 3597,03       | ↘56 395          | 15.68                          | 2        | 12       | Приозерск                                                    |
| 15 | Сланцевский муниципальный район     | 41 642 000 6 | 2191,09       | ↘43 720          | 19.95                          | 1        | 6        | Сланцы                                                       |
| 16 | Сосновоборский городской округ      | 41 754 000 1 | 88,41         | ↗63 746          | 721.03                         | —        | —        | Сосновый Бор                                                 |
| 17 | Тихвинский муниципальный район      | 41 645 000 6 | 7018,00       | ↘65 596          | 9.35                           | 1        | 8        | Тихвин                                                       |
| 18 | Тосненский муниципальный район      | 41 648 000 3 | 3655,97       | ↘130 088         | 35.58                          | 8        | 5        | Тосно                                                        |

Председатель Президиума Совета муниципальных образований Ленинградской области — Мухин Сергей Флегмонтович.

## Населённые пункты
Населённые пункты с численностью населения более 10 тысяч человек
| Мурино       | ↗116 293 |
| Гатчина      | ↘91 514  |
| Всеволожск   | ↗78 533  |
| Сертолово    | ↗72 273  |
| Выборг       | ↘70 443  |
| Кудрово      | ↗66 310  |
| Сосновый Бор | ↗63 746  |
| Тихвин       | ↘53 778  |
| Кириши       | ↘49 235  |
| Кингисепп    | ↘48 355  |
| Волхов       | ↘37 337  |

| Луга            | ↘36 454 |
| Бугры           | ↗34 617 |
| Сланцы          | ↘32 984 |
| Тосно           | ↘31 676 |
| Кировск         | ↗27 083 |
| Коммунар        | ↗25 830 |
| Новое Девяткино | ↗25 828 |
| Отрадное        | ↗25 290 |
| Янино-1         | ↗24 115 |
| г. Тельмана     | ↗23 986 |
| Никольское      | ↘21 186 |

| Пикалёво      | ↘19 830 |
| Лодейное Поле | ↘18 394 |
| Приозерск     | ↘17 920 |
| Рощино        | ↗16 515 |
| Подпорожье    | ↘15 324 |
| Бокситогорск  | ↘15 292 |
| Колтуши       | ↗14 954 |
| Вырица        | ↘14 788 |
| Шлиссельбург  | ↗13 872 |
| Светогорск    | ↘13 296 |
| Сиверский     | ↘13 018 |

| Кузьмоловский      | ↘12 727 |
| пос. им. Свердлова | ↘12 608 |
| Сясьстрой          | ↘12 229 |
| Новоселье          | ↗11 711 |
| Волосово           | ↘11 293 |
| Ульяновка          | ↘11 191 |
| Мга                | ↗11 119 |
| пос. им. Морозова  | ↘10 350 |

## Экономика
Валовой региональный продукт области в 2014 году составил 713,9 млрд рублей.
Отраслевая структура валового регионального продукта области по видам экономической деятельности (2014):
- сельское хозяйство, охота и лесное хозяйство — 7,7 %
- рыболовство, рыбоводство — 0,1 %
- добыча полезных ископаемых — 0,9 %
- обрабатывающие производства — 27,2 %
- производство и распределение электроэнергии, газа и воды — 6,3 %
- строительство — 8,2 %
- оптовая и розничная торговля; ремонт автотранспортных средств, мотоциклов, бытовых изделий и предметов личного пользования — 12,7 %
- гостиницы и рестораны — 1,2 %
- транспорт и связь — 15,9 %
- финансовая деятельность — 0,2 %
- операции с недвижимым имуществом, аренда и предоставление услуг — 8,8 %
- государственное управление и обеспечение военной безопасности, обязательное социальное обеспечение — 4,0 %
- образование — 2,2 %
- здравоохранение и предоставление социальных услуг — 3,6 %
- предоставление прочих коммунальных социальных и персональных услуг — 1,0 %

### Промышленность
Основой экономического потенциала Ленинградской области является промышленное производство. Промышленность региона имеет глубоко диверсифицированную структуру.
Добыча полезных ископаемых занимает 1,6 % в структуре отгружённой продукции промышленного комплекса области. Объём отгружённых товаров собственного производства, выполненных работ и услуг по добыче полезных ископаемых в 2014 году составил 12 321 млн руб., или 95,8 % к уровню 2013 года в действующих ценах. Наиболее крупными предприятиями в сфере добычи полезных ископаемых являются: ЗАО «ЛСР-Базовые материалы Северо-Запад», ЗАО «Каменногорский комбинат нерудных материалов», ЗАО «Гавриловское карьероуправление», ЗАО «Каменногорское карьероуправление», ООО «Цементно-бетонные изделия», ЗАО «Выборгское карьероуправление», ОАО «Кампес», ЗАО «Гавриловское карьероуправление», ООО «Щебсервис». Основные виды выпускаемой продукции — нерудные строительные материалы (щебень, гравий, песчано-гравийные смеси, щебёночно-гравийные смеси, глины).
В структуре отгружённой продукции промышленных предприятий Ленинградской области обрабатывающие производства составляют 84 %. Объём отгружённых товаров собственного производства, выполненных работ и услуг обрабатывающих производств в 2014 году составил 364 630 млн руб., или 115,6 % к уровню 2013 года в действующих ценах.
В состав агропромышленного комплекса Ленинградской области входит 526 крупных и средних предприятий различных форм собственности, из них 232 сельскохозяйственных предприятия, 17 комбикормовых заводов, 130 предприятий пищевой и перерабатывающей промышленности, 147 предприятий рыбохозяйственного комплекса. Крупнейшими предприятиями региона являются: ООО «Галактика», ОАО «Комбинат „Волховхлеб“», ООО «Мясокомбинат „Нейма“», ОАО «Гатчинский хлебокомбинат», ОАО «Волховский комбикормовый завод», ЗАО «Гатчинский комбикормовый завод», рыболовецкий колхоз «НЕВО», ЗАО «Кондитерское объединение „Любимый Край“», ООО «Невские пороги», ООО «Крафт Фудс Рус», ЗАО «Птицефабрика Синявинская имени 60-летия Союза ССР», ОАО «Птицефабрика Северная», ЗАО «Птицефабрика Роскар». В Волхове расположен завод компании «Талосто», в Ломоносовском районе — табачная фабрика «Филип Моррис Ижора».
Предприятия транспортного комплекса расположены в различных городах области. В Выборге находится одно из крупнейших судостроительных предприятий Северо-Запада России — ОАО «Выборгский судостроительный завод», во Всеволожске — сборочный автозавод «Ford Sollers», ООО «Гестамп Северсталь Всеволожск», в Тихвине располагается крупный вагоностроительных заводов России — ЗАО «Тихвинский вагоностроительный завод», в Тосно — один из крупнейших производителей дорожной и коммунальной техники Северо-Запада — ЗАО «Тосненский механический завод», в пгт Красный Бор (Тосненский район) – крупнейший в СЗФО производитель прицепной техники ООО «Механический завод СОТРАНС» и головной офис транспортно-логистической компании «ФТК «СОТРАНС».
Центром производства кокса и нефтепродуктов на территории Ленинградской области является город Кириши, где расположен ведущий
нефтеперерабатывающий завод области — ООО «ПО „Киришинефтеоргсинтез“». Предприятие, по объёму переработки нефти, входит в пятёрку крупнейших заводов страны. ООО "ПО «Киришинефтеоргсинтез» производит все виды топлива, а также продукцию, пользующуюся большим спросом в нефтехимической и лакокрасочной промышленности, на предприятиях бытовой химии и в строительной индустрии. Основными видами выпускаемой продукции являются: бензины, дизельное топливо, керосины, кислород, мазуты, растворители.
В Ленинградской области развит комплекс химической промышленности, представленный следующими основными предприятиями: ООО «ПГ „Фосфорит“» (производство минеральных удобрений, кормовых добавок), ОАО «Волховский химический завод» (производство товаров бытовой химии), ОАО «Химик» (производство растворителей), ООО «Интерфилл» (производство мыла; моющих, чистящих и полирующих средств; парфюмерных и косметических средств), завод по производству белковой оболочки для колбас и сосисок «Белкозин» в Луге.
Ведущими предприятиями — производителями резиновых и пластмассовых изделий являются ООО «Нокиан Тайерс» (завод по производству шин для
легковых автомобилей), ООО «Пеноплэкс Кириши» (производство теплоизоляционных плит из экструзионного полистирола), ООО «НТЛ Упаковка» (полиэтиленовые пакеты, плёнка, флексографическая печать).
Металлургическими предприятиями региона, а также предприятиями-производителями металлических конструкций (ОАО «РУСАЛ Бокситогорск»,
ЗАО «БазэлЦемент-Пикалёво», ООО «Тихвинский ферросплавный завод», ООО «Тихвинский машиностроительный завод», ООО «ПО Онима-Сталь») производятся глинозём, первичный алюминий, запасные части к тракторам, изделия из металла для дорожно-строительной техники и многое другое.
Наиболее крупными предприятиями машиностроения являются ЗАО «Приборостроитель» (средства защиты информации), ООО «Катерпиллар Тосно» (землеройно-транспортная техника, строительное оборудование, дизельные двигатели, энергетические установки), ОАО «ПЕЛЛА-МАШ» (стеклопластиковые лодках и катера), ООО «Хелкама Форсте Виипури» (холодильные витрины). Машиностроительные предприятия находятся в различных городах области.
Доля производства электрооборудования, электронного и оптического оборудования в общем объёме отгружённой продукции региона составляет 1,2 %. Основными предприятиями региона — ОАО «Невский завод „Электрощит“», ООО «НПФ „Свит“», Северо-Западный производственный комплекс — филиал ОАО «Объединённые электротехнические заводы» (СЗПК — филиал ОАО «ЭЛТЕЗА») производятся следующие виды продукции: технические средства для систем железнодорожной автоматики и телемеханики, электрические распределители и регулирующая аппаратура, электродвигатели, генераторы, трансформаторы, радио- и телевизионная передающая аппаратура и иная продукция.
Текстильное, швейное производство, производство изделий из кожи представлено следующими предприятиями — производителями: ОАО «Узор», ЗАО «Волховчанка», ООО «Комацо» (ткани, трикотажные и швейные изделия), ОАО "Сланцевский завод «Полимер» (производство резиновой обуви) и ЗАО «Новоладожская кожгалантерейная фабрика» (кожгалантерейные изделия).
Электроэнергетика представлена всеми основными её типами: ядерной энергетикой, тепловой электроэнергетикой и гидроэнергетикой. Доля энергетики в общем объёме продукции региона составляет 14,3 %. Энергетика региона представлена всеми её основными типами — атомной, теплоэлектрической, гидроэлектрической. Объём произведённой электроэнергии в 2014 году составил 38,1 млрд кВт-ч, или 112,6 % к уровню 2013 года, тепловой энергии — 222,6 млн Гкал, или 104,8 %. Объём отгружённых товаров собственного производства, выполненных работ и услуг по производству и распределению электроэнергии, газа и воды за 2014 год составил 108,3 млрд руб., или 116,5 % к уровню 2013 года в действующих ценах. Крупнейшие предприятия: филиал ОАО «Концерн Росэнергоатом» «Ленинградская атомная станция» в Сосновом Бору, филиал ОАО «Оптовая генерирующая компания № 2» «Киришская ГРЭС», филиал «Невский» ОАО «Территориальная генерирующая компания № 1», ОАО «Ленэнерго», ОАО «Ленинградская областная управляющая электросетевая компания», ЗАО «Газпром межрегионгаз Санкт-Петербург», ОАО «Гатчинагаз». В Киришах и Кировске — крупные теплоэлектростанции. На реках Вуокса, Свирь, Волхов построены небольшие гидроэлектростанции.
Лесной комплекс сохраняет важное место в экономике Ленинградской области. Лесная и деревообрабатывающая промышленность развита во многих районах Ленинградской области. Крупные леспромхозы расположены в основном на востоке области. В Гатчине, Приозерске и Волхове расположены
ведущие мебельные фабрики региона. В Бокситогорском районе находится крупнейшее лесоперерабатывающее предприятие в России — ООО «ММ-Ефимовский». Крупнейшими предприятиями — производителями целлюлозы, бумаги и картона являются ОАО «Санкт-Петербургский картонно-полиграфический комбинат», ЗАО «Интернешнл Пейпер», ОАО «MediaWiki:Badtitletext», ОАО «Сясьский целлюлозно-бумажный комбинат».
В строительном комплексе Ленинградской области крупнейшими компаниями-производителями строительных материалов являются: ОАО «Сланцевский цементный завод „ЦЕСЛА“», ООО «Цемент», ЗАО «Пикалёвский цемент», ОАО «Победа ЛСР. Кирпичный завод», ЗАО «Павловский завод», ЗАО «Завод стройматериалов „Эталон“», ОАО «Толмачёвский завод ЖБиМК», ЗАО «Петрокерамика», ООО «ЛСР-Базовые материалы Северо-Запад», ОАО «Лужский
абразивный завод», ЗАО «ДСК-Войсковицы», ОАО «ЛСР Железобетон-Северо-Запад», ООО «211 КЖБИ», стекольные заводы в Лужском районе и многие другие. Развитию производства строительных материалов на территории Ленинградской области способствуют богатая минерально-сырьевая база со значительным объёмом разведанных запасов различных полезных ископаемых, являющихся сырьём для производства стройматериалов; развитая транспортная инфраструктура, обеспечивающая логистику для строительного рынка не только Ленинградской области, но и других регионов.
На территории Ленинградской области осуществляют деятельность 13 предприятий оборонно-промышленного комплекса: ФГУП «Завод имени Морозова», ФГУП «НИТИ им. А. П. Александрова», ФГУП «Научно-исследовательский институт „Поиск“», ОАО «НИИ оптико-электронного приборостроения», ОАО «Завод „Буревестник“», ОАО «Завод „Кризо“», ОАО «Завод „Ладога“», ОАО «15 арсенал Военно-Морского Флота», ОАО «218 авиационный ремонтный завод» и другие.
На территории области во Всеволожском районе находится крупнейший на Северо-Западе России логистический комплекс класса А «Уткина заводь», действующий с осени 2007 года. Общая площадь составляет 34 000 м².

### Строительство
В 2017—2018 годах в Ленинградской области вводилось по 2,6 млн квадратных метров жилья, в основном — во Всеволожском районе.
Активнее всего строительство ведётся вблизи Санкт-Петербурга, а именно в городах Мурино, Кудрово, Сертолово, Всеволожск, посёлках Новоселье, Бугры, Новое Девяткино, Янино-1.
Новое строительство в Ленинградской области подвергается критике со стороны урбанистов в связи с чрезмерной плотностью застройки, недостаточностью социальной инфраструктуры и неразвитостью общественного транспорта.

### Сельское хозяйство
Сельское хозяйство области имеет ярко выраженную пригородную специализацию, ведущие отрасли — молочно-мясное животноводство, картофелеводство и овощеводство. При этом продукция животноводства заметно преобладает над растениеводством, на животноводство приходится свыше 2/3 в денежном выражении.
По итогам 2020 года Ленинградская область занимает 1 место по производству яиц и молочной продуктивности коров, 2 место — по поголовью птицы; 3 место — по выращиванию форели, 3 место — по производству мяса птицы в сельхозорганизациях, 9 место — по производству молока в сельхозорганизациях. В регионе также наблюдается хорошая урожайность салата, грибов, картофеля, ягод и прочего. Вырос и объём товаров пищевой промышленности — 167,7 млрд руб (123,7 %). Ленинградская область занимает второе место в России (уступая лишь Калининградской) по итогам 2020 года по урожайности рапса 30,9 ц/га, средняя урожайность по России составляет 17,7 ц/га.

#### Животноводство
Поголовье КРС в хозяйствах всех категорий на начало 2020 года составляло 176 тыс. голов, в том числе 75,6 тыс. голов коров. Удой на корову в СХО составил 8738 кг.
Объём производства продукции животноводства в Ленинградской области в 2020 году составил 63,3 млрд рублей или 101,9 % к уровню 2019 года. Производством молока занимаются 84 сельскохозяйственных организации, а также крестьянские (фермерские) хозяйства и личные подсобные хозяйства. В 2020 году произведено 655,4 тыс. тонн молока (+18 тыс. тонн, 102,8 % к 2019 году), 2 % от объёма РФ (32,2 млн тонн) и 33 % от объёма СЗФО, в том числе в сельхоз организациях — 617,7 тыс. тонн (+17,3 тыс. тонн или 102,9 %). 94,2 % молока производится в сельхозорганизациях. Хозяйствами населения и фермерами произведено 5,8 % молока, 2,5 % мяса и 1,9 % яиц.
Удой на фуражную корову в сельхозорганизациях составил 9156 кг (+418 кг или 104,8 % к 2019 году). Реализация племенного молодняка КРС молочного направления 5353 головы или 114,2 % к 2019 году.
В 2020 году произведено 655,4 тыс. тонн молока, надой на 1 фуражную корову — 9 431 кг (104,2 %), мяса — 376,2 тыс. тонн (99,9 %), яиц — 3 198 млрд шт. (104,3 %).

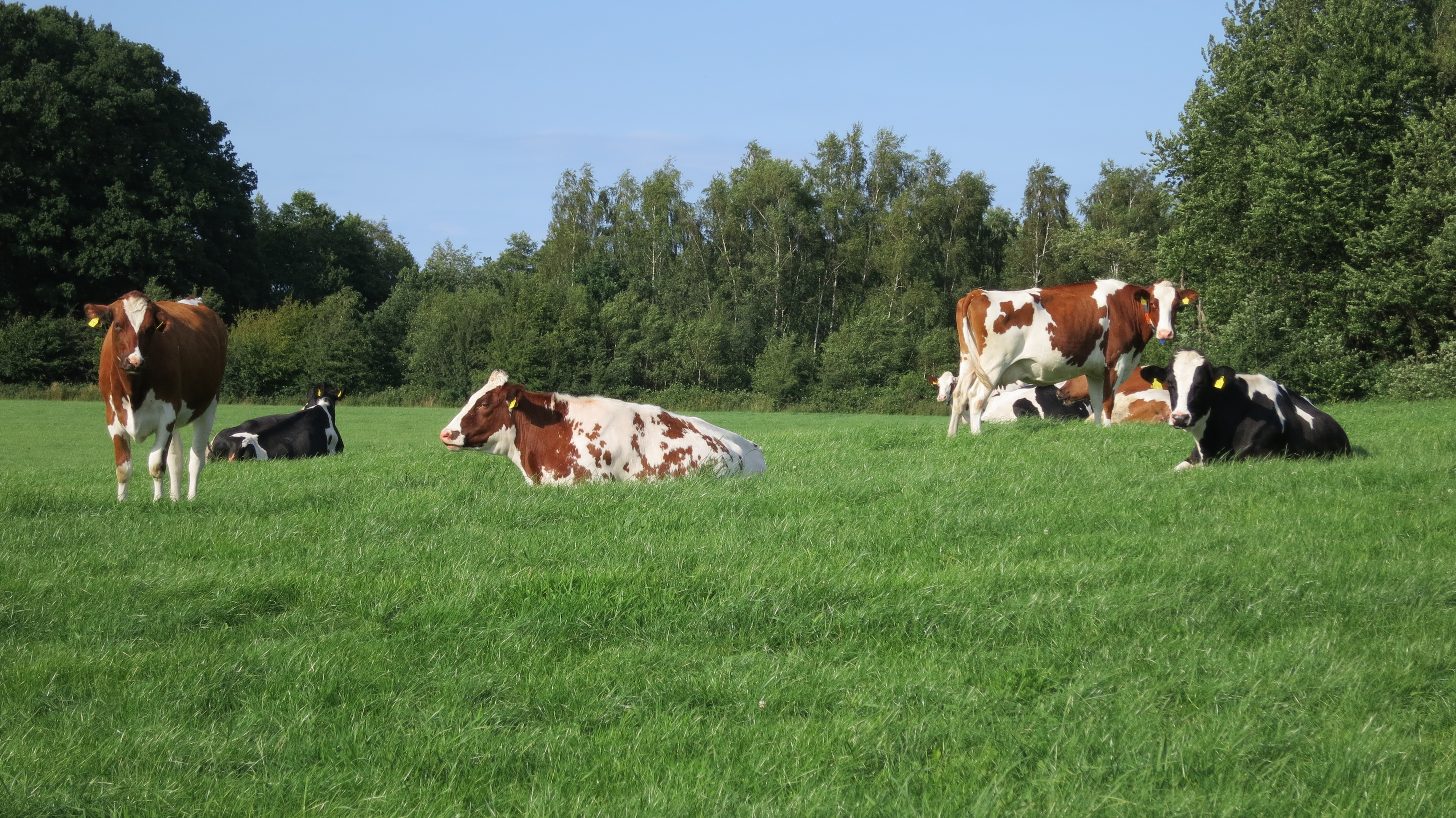

Основное поголовье коров Ленобласти — 67 % чёрно-пёстрая порода; на айрширскую породу приходится 18 %; около 15 % — голштинская. Программа развития АПК региона включает создание в Ленинградской области сырного кластера. С этой целью в племзаводе «Бугры» Всеволожского района планируют заменить поголовье чёрно-пёстрой породы в тысячу голов на такое же поголовье, но джерсейской породы коров.
Кроме того, в области развивается звероводство: разводят норку, ондатру, голубого и чёрно-серебристого песца и других животных.

#### Растениеводство
Урожай зерна в 2020 году составил 157,1 тыс. тонн (в 2019 г. — 145,6 тыс. тонн), урожайность 38,9 ц/га (в 2019 г. — 37,0 ц/га).
Значительную часть урожая картофеля и овощей дают личные подсобные хозяйства населения. Главные овощные культуры — капуста, морковь, огурцы, лук, свёкла. Также в области выращивают зерновые культуры: ячмень, рожь, овёс, масличные рапс в основном на корм скоту и птицам.

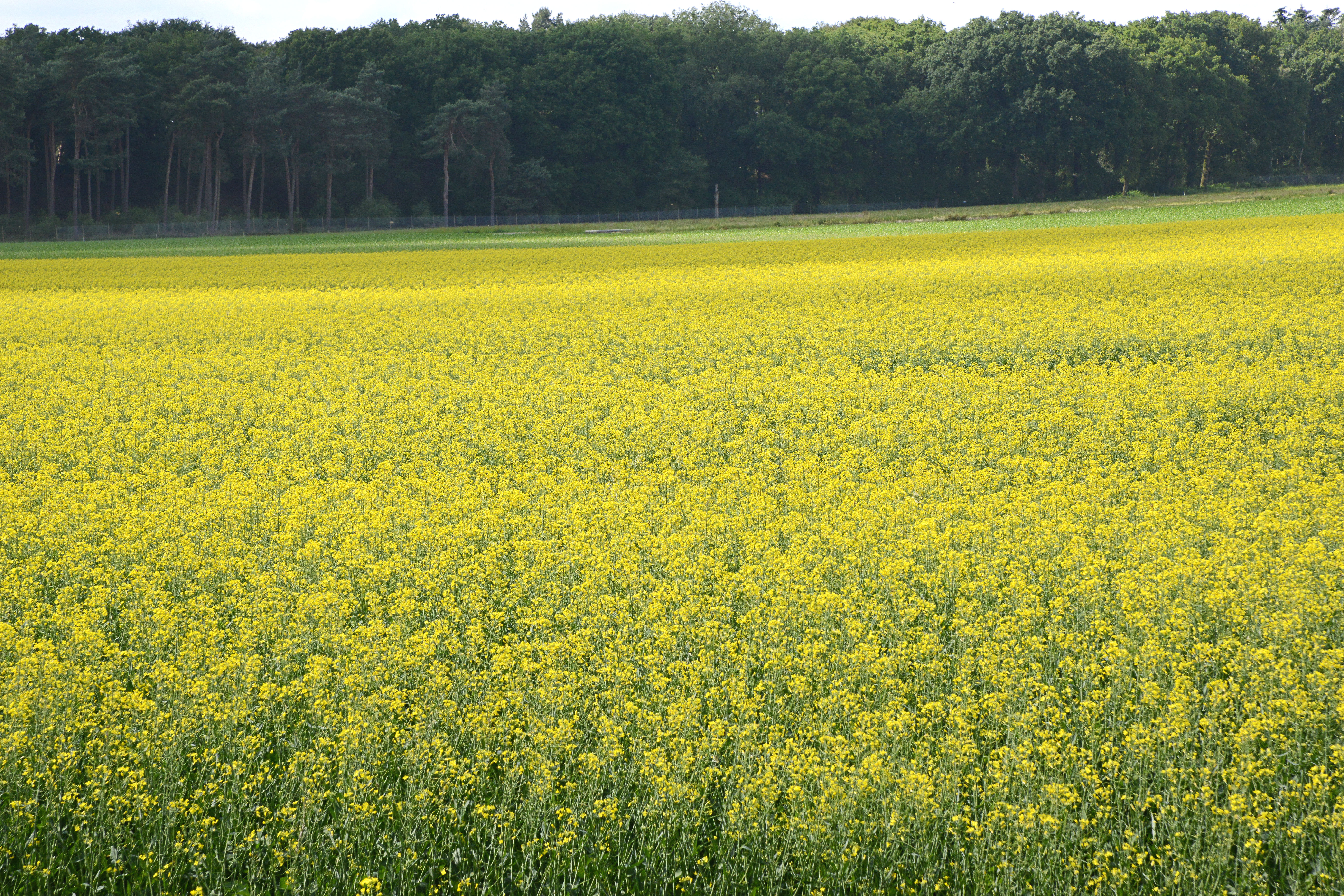
Цветущие посевы рапса

Сельскохозяйственные угодья всех категорий на 1 июля 2006 года составляют 640 тыс. га, из них пашня — 337 тыс. га). В области насчитывается свыше 200 крупных и средних сельскохозяйственных предприятий (в прошлом — совхозов, ныне — акционерных обществ). Фермерские хозяйства пока не получили большого распространения.
| тыс. гектар | 357 | 436,7 | 402,7 | 386,7 | 293,3 | 250,5 | 229,9 | 237,1 |

### Банковский сектор
На 2025 год в Ленинградской области зарегистрирован один коммерческий банк – АО «БАНК БЕРЕЙТ» (единственным акционером банка является ООО «Сотранс»). Штаб квартира — в пгт Красный Бор (Тосненский район).
В разное время в Ленинградской области были зарегистрированы ещё 3 коммерческих банка:
- «Русский торгово-промышленный банк». Штаб-квартира — во Всеволожске, филиалы во многих городах области.
- «Выборг-Банк». Штаб-квартира — в Выборге, филиалы в Приморске и Светогорске.
- «ЛЕНОБЛБАНК». Штаб-квартира — в Мурино.

Ныне у всех трёх банков отозваны лицензии, и их деятельность прекращена.
Банковские услуги в городах области представляют филиалы и отделения других банков. Наиболее разветвлённую филиальную сеть имеет «Северо-Западный банк Сбербанка России». Также в области представлены банки «ВТБ Северо-Запад», «ВТБ 24», «Россельхозбанк», «Балтийский банк», «Балтинвестбанк», АКБ «Инвестбанк» (ОАО), «Русславбанк», «Москомприватбанк», «Инкасбанк», «Петербургский социально-коммерческий банк», «Восточный экспресс банк» и другие.

## Транспорт
Транспортная сеть региона хорошо развита, что обусловлено соседством с одним из крупнейших в России транспортных узлов — Санкт-Петербургом.

### Железнодорожный транспорт

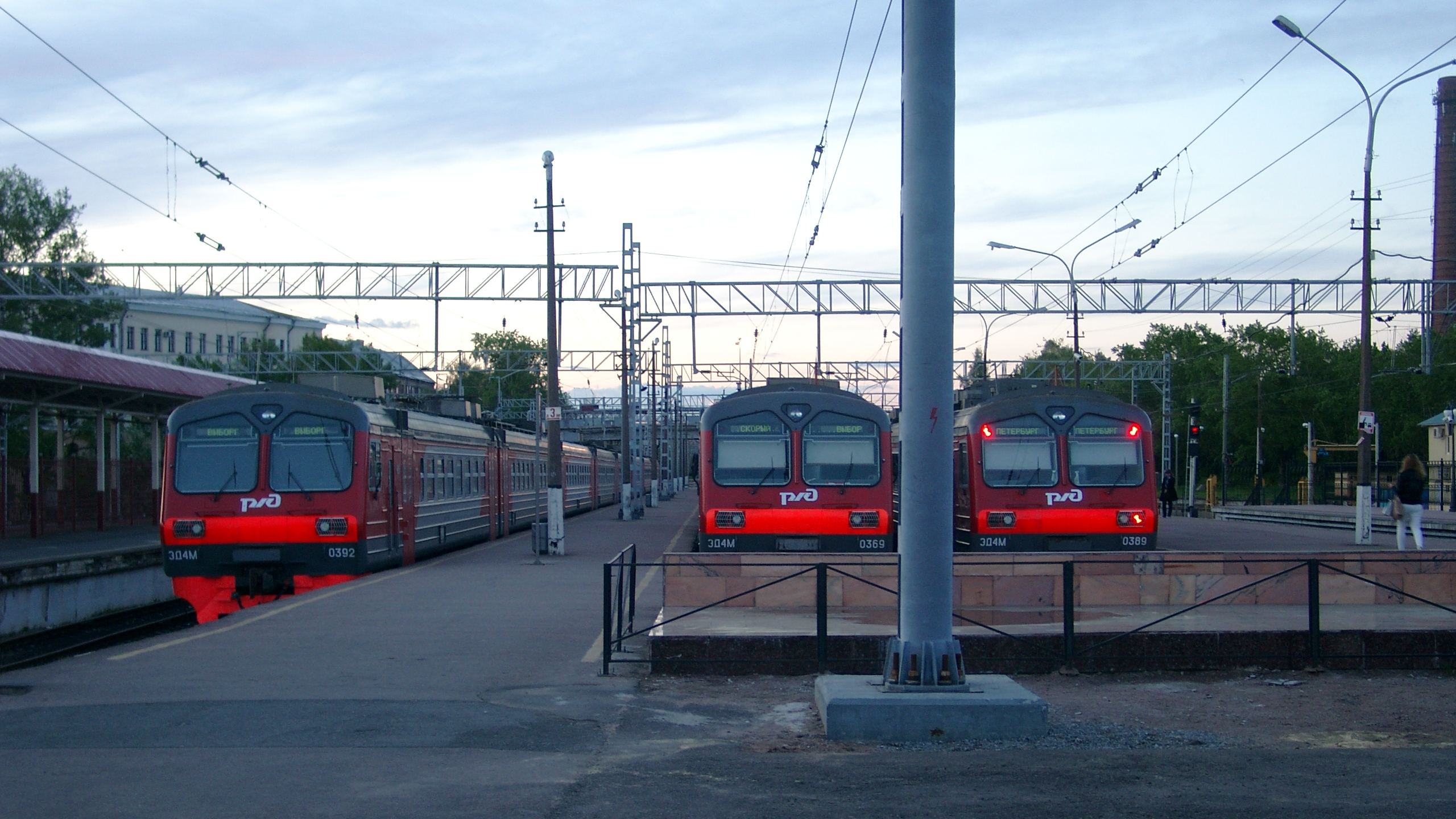
Выборг. Электропоезда ЭД4М у платформ № 2 и 3

Протяжённость железных дорог более 3 тыс. км, большая часть из них электрифицирована (почти все — постоянным током 3 кВ, кроме нейтральной вставки на участке Бусловская — граница с Финляндией и переменнотокового участка на северо-востоке области от станции Свирь до границы с Карелией). Плотность железнодорожной сети — 32 км на 1000 км². Грузооборот — более 100 млн т в год.
Железные дороги области входят в состав Санкт-Петербургского, Санкт-Петербург — Витебского, Петрозаводского и Волховстроевского регионов Октябрьской железной дороги.
Основными железнодорожными магистралями являются:
- Санкт-Петербург — Москва
- Санкт-Петербург — Псков
- Санкт-Петербург — Петрозаводск
- Санкт-Петербург — Вологда
- Санкт-Петербург — Дно
- Санкт-Петербург — Сортавала

Международными магистралями являются линии:
- Санкт-Петербург — Выборг — Бусловская (ЖДПП) — Хельсинки
- Мга — Ивангород (Санкт-Петербург — Ивангород (ЖДПП) — Таллин)
- Санкт-Петербург — Невель — Езерище (ЖДПП) — Витебск — Вильнюс — Калининград (через Беларусь и Литву)
- Санкт-Петербург — Себеж — Посинь (ЖДПП) — Рига

Главными железнодорожными узлами области являются:

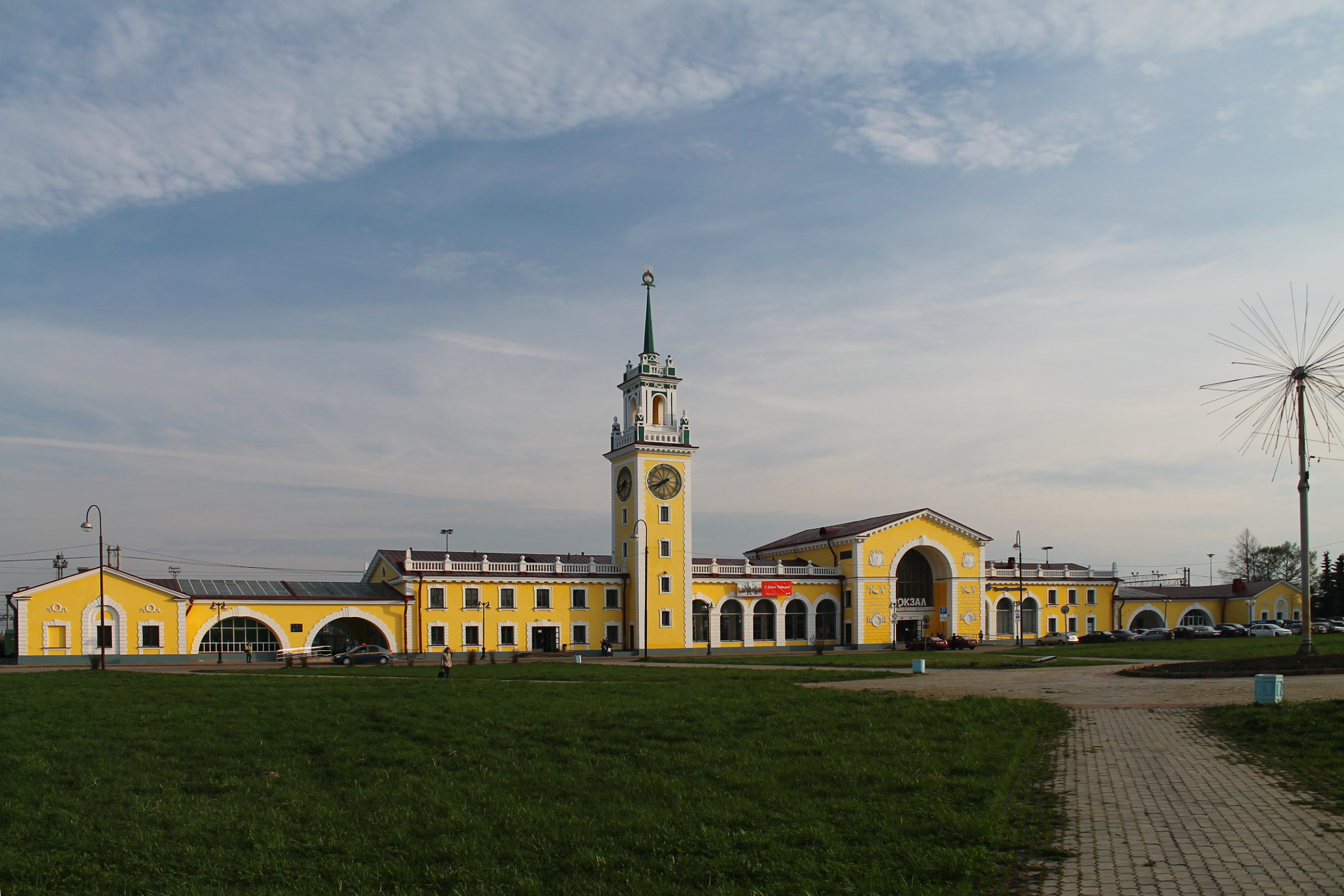
Вокзал станции Волховстрой-1

- Волховстроевский железнодорожный узел, на котором осуществляется пропуск основной части транзитных грузовых поездов, следующих в Санкт-Петербургский узел, сортировочная работа по расформированию и формированию грузовых поездов, а также пропуск пассажирских поездов с северных и северо-восточных областей страны в Санкт-Петербург и обслуживание пригородного пассажирского движения.
- Киришский железнодорожный узел, на котором обеспечивается пропуск грузового транзита и формируются нефтяные поезда.

Гатчинский железнодорожный узел, на котором обеспечивается пропуск грузового транзита в порт Усть-Луга и к западным границам страны со сменой локомотивов по виду тяги.
- Усть-Лужский железнодорожный узел обслуживает морской торговый порт «Усть-Луга».
- Выборгский железнодорожный узел обслуживает скоростное пассажирское движение сообщением «Санкт-Петербург — Хельсинки», пригородное движение на участке «Выборг — Санкт-Петербург и Выборг — Каменногорск», обслуживает порт Выборг, и осуществляет пропуск грузопотоков на Финляндию и в порт Высоцк.

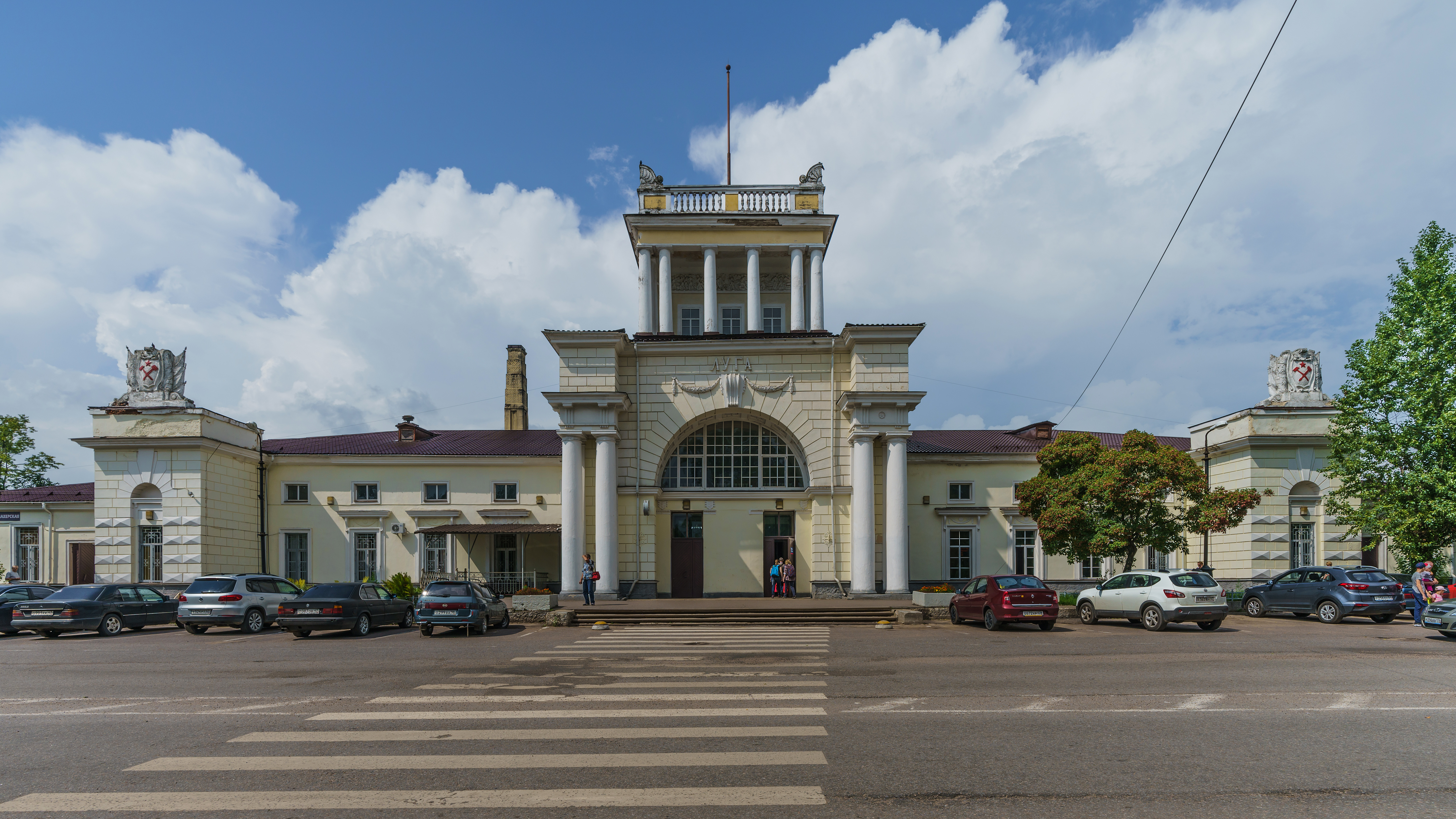
Вокзал станции Луга-1

Основные направления пригородных поездов в Ленинградской области:
- Санкт-Петербург — Рощино — Выборг
- Санкт-Петербург — Сосново — Приозерск — Кузнечное
- Санкт-Петербург — Вырица — Оредеж
- Санкт-Петербург — Калище
- Санкт-Петербург — Гатчина-Варшавская — Луга
- Санкт-Петербург — Тосно — Любань
- Санкт-Петербург — Мга — Волховстрой
- Санкт-Петербург — Мга — Будогощь
- Санкт-Петербург — Мельничный Ручей — Невская Дубровка
- Санкт-Петербург — Мельничный Ручей — Ладожское Озеро

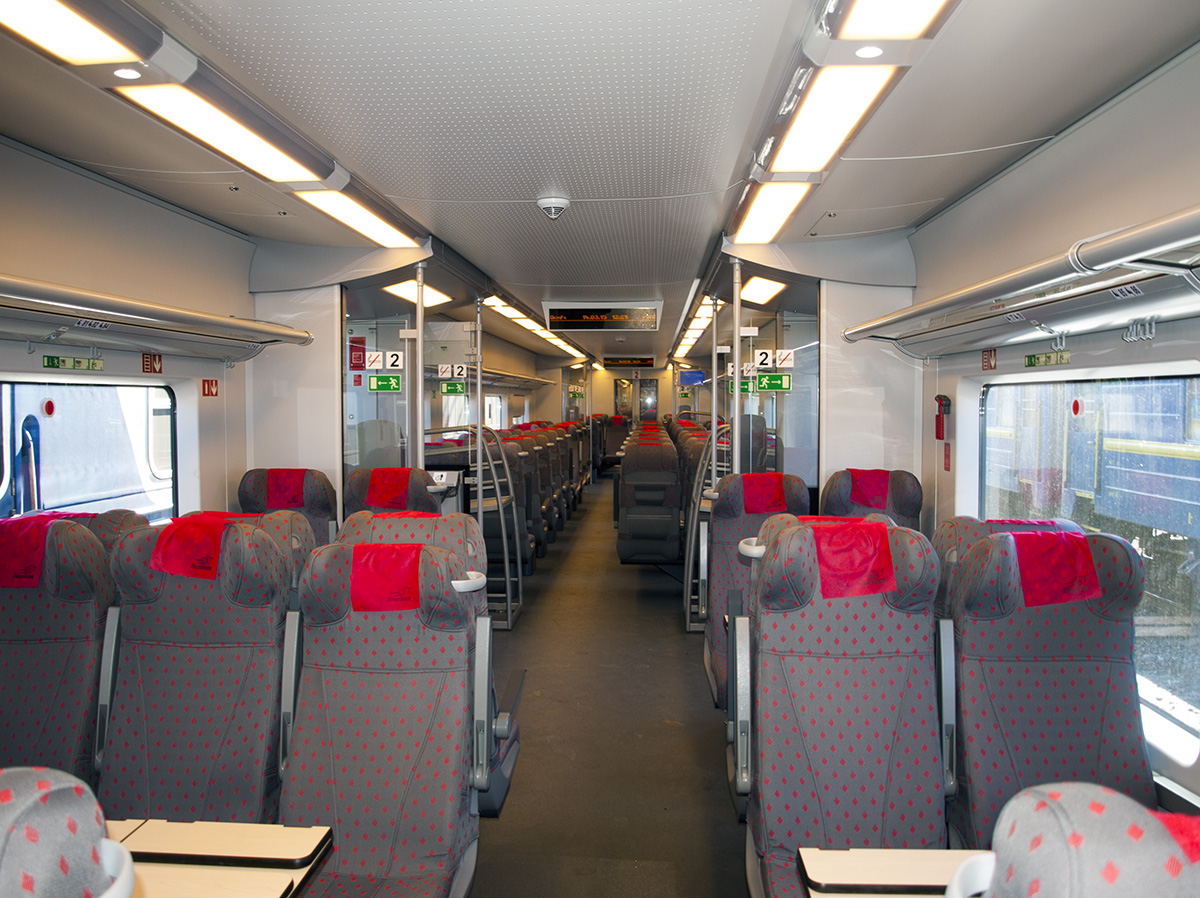
Салон вагона второго класса электропоезда «Ласточка»

Основным подвижным составом на пригородных направлениях являются:
- На электрифицированных направлениях: ЭТ2М, ЭТ2, ЭР2, ЭД4М, ЭТ4А, ЭД2Т, ЭС2ГП «Ласточка».
- На неэлектрифицированных направлениях: ДТ1, РА2.

Узкоколейные железные дороги на территории области:
- Узкоколейная железная дорога Пельгорского торфопредприятия
- Узкоколейная железная дорога торфопредприятия «Гладкое»
- Узкоколейная железная дорога торфопредприятия «Ларьян»

### Метрополитен
В городе Мурино Всеволожского района расположены станция  «Девяткино» и электродепо «Северное» Петербургского метрополитена.
По планам развития Петербургского метрополитена в 2029 году планируется построить станцию  «Кудрово» и электродепо «Правобережное».

### Автомобильный транспорт
Протяжённость автодорожной сети области — 18 736,7 км, включает в себя дороги федерального (1 496,8 км), регионального (9 771,9 км) и местного (7 468 км) значения.
Автомобильные дороги России федерального значения, проходящие по территории области, представлены в таблице.
| Российский номер | Европейский маршрут | Название                                                 | Информация о трассе |
| ---------------- | ------------------- | -------------------------------------------------------- | --- |
| М10              | E 105               | «Россия»                                                 | Санкт-Петербург — Тосно — Любань — Великий Новгород — Тверь — Москва, а также проезд через город Тосно                                                                                        |
| М11              |                     | Скоростная автомобильная дорога Москва — Санкт-Петербург | Санкт-Петербург — Тверь — Москва |
| Р21              | E 105               | «Кола»                                                   | Санкт-Петербург — Лодейное Поле — Мурманск — граница с Норвегией, а также подъезды к городу Лодейное Поле                                                                                     |
| Р23              | E 95                |                                                          | Санкт-Петербург — Гатчина — Луга — Псков — граница с Беларусью, а также подъезды к городу Луга                                                                                                |
| А114             |                     |                                                          | Иссад — Тихвин — Вологда, а также участок дороги Кисельня — Хвалово, подъезды к городу Пикалёво                                                                                               |
| А118             |                     | Кольцевая автомобильная дорога вокруг Санкт-Петербурга   | Вокруг Санкт-Петербурга |
| А120             |                     | Санкт-Петербургское южное полукольцо                     | Кировск — Гатчина — Большая Ижора |
| А121             |                     | «Сортавала»                                              | Санкт-Петербург — Приозерск — Сортавала — Пряжа |
| А180             | E 20                | «Нарва»                                                  | Санкт-Петербург — Кингисепп — Ивангород (граница с Эстонией), а также подъезд к морскому порту «Усть-Луга»                                                                                    |
| А181             | E 18                | «Скандинавия»                                            | Санкт-Петербург — Выборг — граница с Финляндией, а также подъезды к МАПП «Брусничное» и «Светогорск», подъезды к городу Выборг, северное полукольцо вокруг Санкт-Петербурга («Магистральная») |
| А215             |                     |                                                          | Лодейное Поле — Подпорожье — Вытегра — Плесецк — Брин-Наволок |

В области развито регулярное автобусное сообщение, осуществляемое как муниципальными автопредприятиями, так и частными автоперевозчиками. Также в городах и посёлках области осуществляются перевозки пассажиров легковыми такси.

### Водный, воздушный и трубопроводный транспорт
Большое значение для внешних связей имеет водный транспорт. Активно развиваются морские порты: Усть-Луга, Приморск, Выборг, Высоцк. Протяжённость судоходных речных и озёрных путей 2054 км. Главные реки области — Нева, Свирь, Волхов — судоходны на всём протяжении, а Плюсса, Луга, Сясь, Паша, Оять, Вуокса — на отдельных участках. На территории области находятся главные участки Волго-Балтийского и Беломоро-Балтийского водных путей.
Авиаперевозки осуществляются через аэропорт Пулково, расположенный на территории Санкт-Петербурга.
По территории области проходит участок строящегося Северо-европейского газопровода. «Газпром» компенсирует ущерб, причинённый магистралям региона в процессе строительства в объёме 160 млн рублей, из них порядка 100 млн могут быть получены в 2007 году. Предполагается, что эти деньги будут потрачены на ремонт дорог Волховского и Бокситогорского районов, наиболее сильно пострадавших в процессе реализации проекта.

## Погранзона

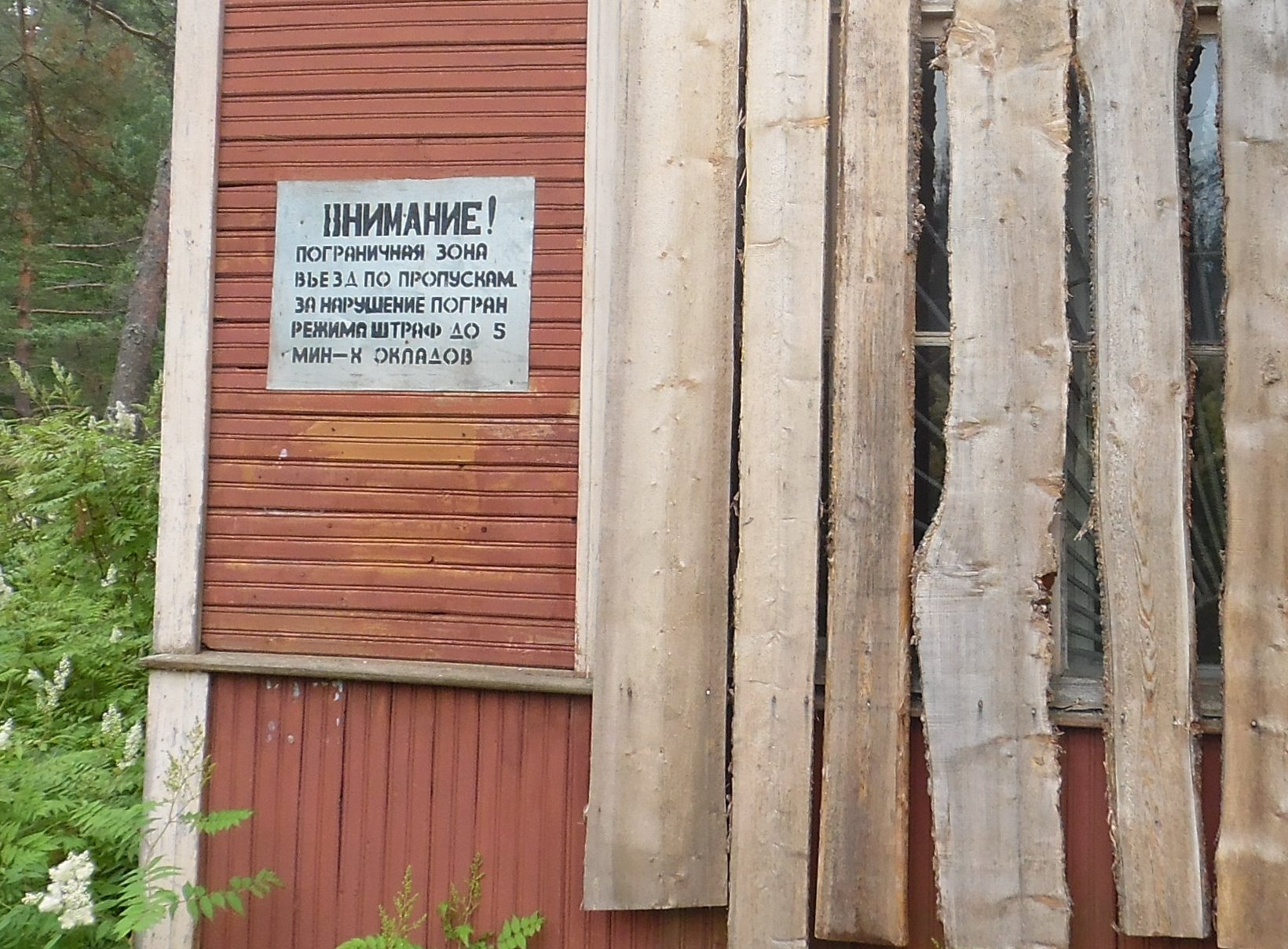
Объявление о въезде в погранзону на здании заброшенного вокзала станции Краснофлотск, Ломоносовский район

Часть территории Ленинградской области является пограничной зоной. На Карельском перешейке, вдоль границы с Финляндией, эта зона в основном существует с советского времени. На южном берегу Финского залива режим пограничной зоны частично существовал в советское время (Сосновый Бор и примыкающие к нему территории), частично установлен в 90-е гг. вдоль границы с Эстонией. Кроме этого, к пограничной зоне отнесены острова в Финском заливе западнее о-ва Котлин. Права на въезд в пограничную зону даёт специально для этого полученный пропуск, виза другого государства (там, где есть пограничные КПП), и множество других документов (паспорт с регистрацией по месту жительства в погранзоне, командировочное удостоверение, туристская или санаторная путёвка, свидетельство о владении землёй или недвижимостью, и так далее).
В 1990-е годы режим пограничной зоны устанавливался региональной властью по представлению пограничной службы, и границы этих зон были несколько больше нынешних. В 2006 году установление пограничных зон было передано в компетенцию Федеральной службы безопасности. Был издан первый приказ директора ФСБ об установлении пограничных зон на территории Ленинградской области, в котором погранзона устанавливалась такой же, как и прежде. В 2007 году размеры установленной пограничной зоны были несколько изменены в сторону уменьшения.

## Власть

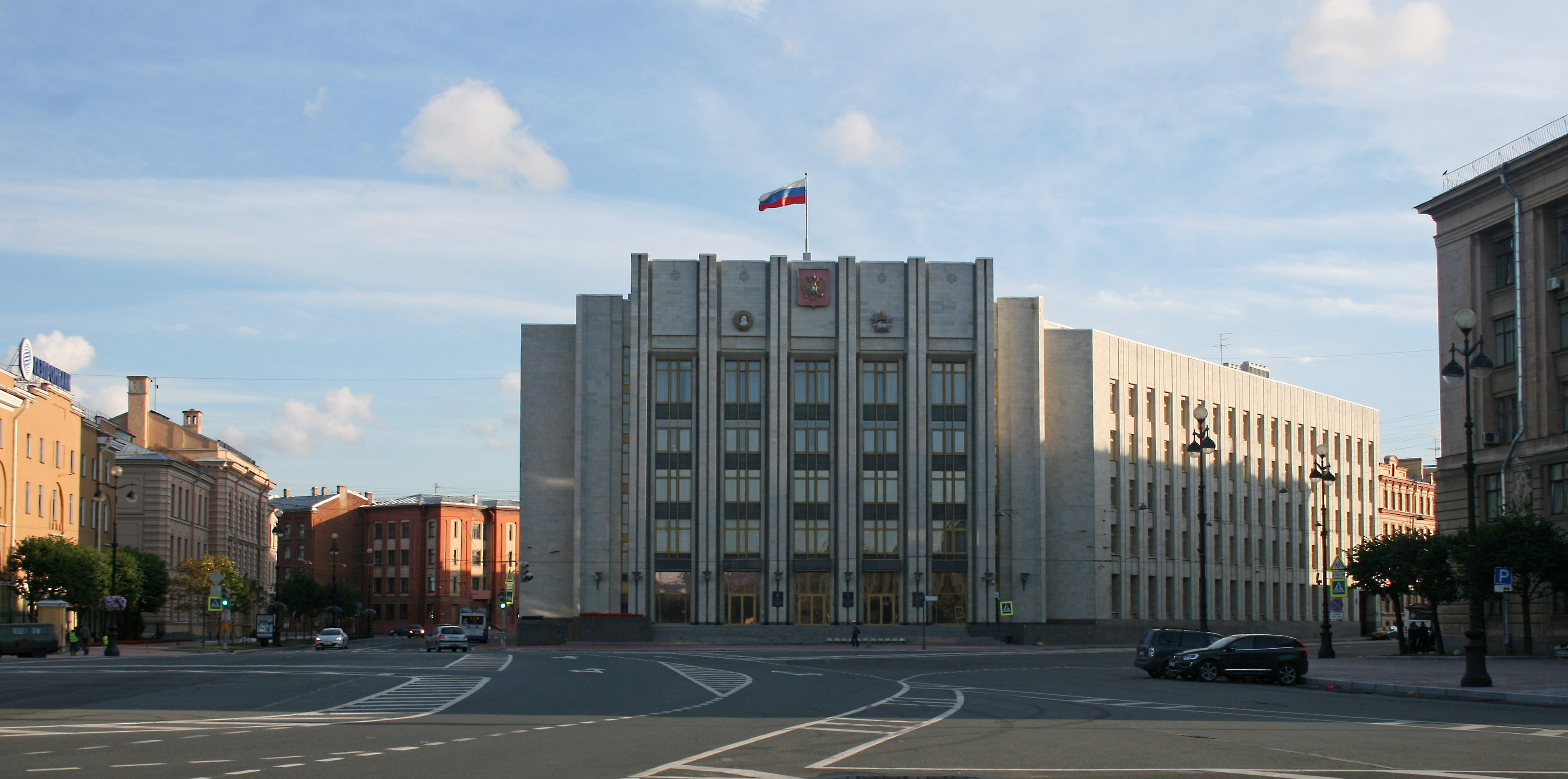
Здание Правительства и Законодательного собрания области на площади Пролетарской Диктатуры в Санкт-Петербурге

Государственная власть в области осуществляется на основании Устава, который был принят 27 октября 1994 года.
Высшим должностным лицом области является губернатор, избираемый сроком на 5 лет. С 28 мая 2012 года им является Александр Юрьевич Дрозденко.
Исполнительную власть в области осуществляет Администрация, включающая в себя:
- Правительство Ленинградской области — высший исполнительный орган государственной власти, в состав которого входят Губернатор (Председатель Правительства), вице-губернаторы и председатели комитетов
- отраслевые, территориальные и иные органы исполнительной власти

Законодательную власть в области осуществляет Законодательное собрание Ленинградской области, состоящее из 50 депутатов, избираемых жителями области по смешанной пропорционально-мажоритарной системе сроком на 5 лет. В 2016 году сформировано Законодательное собрание шестого созыва, в котором присутствуют 4 фракции: «Единая Россия» (40 депутатов), «Справедливая Россия» (3 депутата), КПРФ (3 депутата), ЛДПР (4 депутата). Председателем Законодательного собрания является Сергей Михайлович Бебенин.

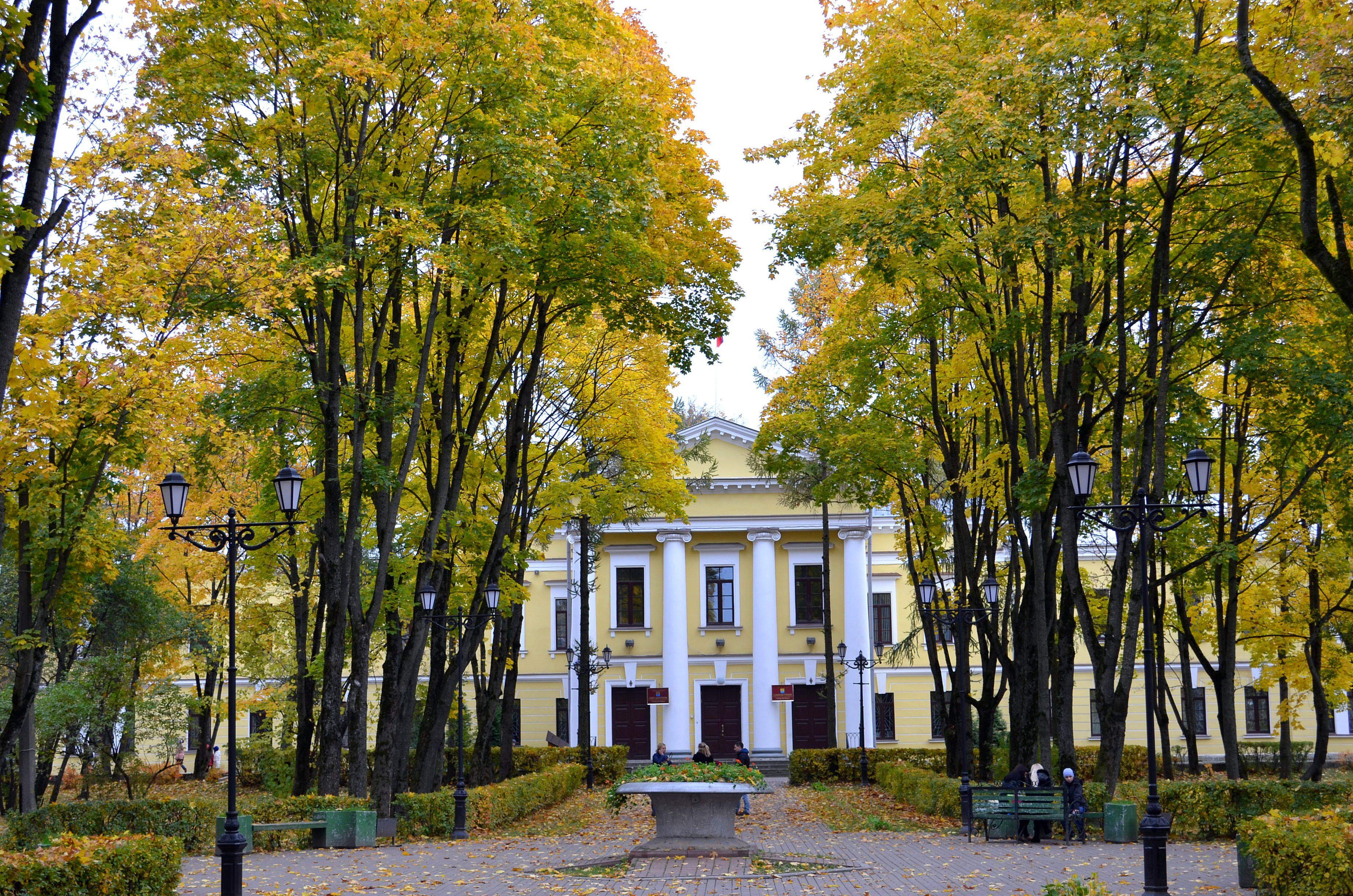
Администрация. Гатчина, улица Киргетова, 1

Местонахождение высших органов государственной власти — город Гатчина (с 2021 года), а также город Санкт-Петербург. При этом Санкт-Петербург не входит в состав области, являясь самостоятельным субъектом Российской Федерации. Ленинградская область — единственный субъект федерации, органы власти которого до 2021 года полностью располагались на территории другого субъекта. Предполагалось, что переезд областных органов власти в Гатчину должен был завершиться в 2022 году. На первом этапе должны были переехать комитеты, которые по своему профилю «более всего тяготеют» к Гатчине: это комитет по культуре, включая Музейное агентство, комитет по туризму, комитет по делам молодёжи, комитет по физкультуре и спорту. Также на первом этапе должна была переехать часть администрации губернатора и правительства Ленинградской области. Юридическим адресом подразделений областной администрации должна была стать приёмная губернатора, расположенная в Гатчине, улица Киргетова, 1. Это бывший городской госпиталь, построенный в XIX веке. Архитектор здания — Александр Штауберт.
Представители Ленинградской области в Совете Федерации Федерального Собрания Российской Федерации:
- Василенко Дмитрий Юрьевич — от Законодательного собрания[90].
- Игорь Вадимович Фомин — от Правительства области[91].

## Средства массовой информации
- «Ленинградская областная телекомпания» (ЛОТ) вещает на частоте «Пятого канала» в интервалах времени с 7:00 до 8:00[92]. В перспективе возможен переход вещания на частоту телеканала «СТО»[93], также рассматривается вариант перехода на кабельное телевещание[94] (по состоянию на осень 2007 года существует 27 студий кабельного телевидения в муниципальных образованиях региона).
- Областная газета «Вести» — официальный печатный орган Правительства области[95].

## Культура

### Театры и кинофестивали

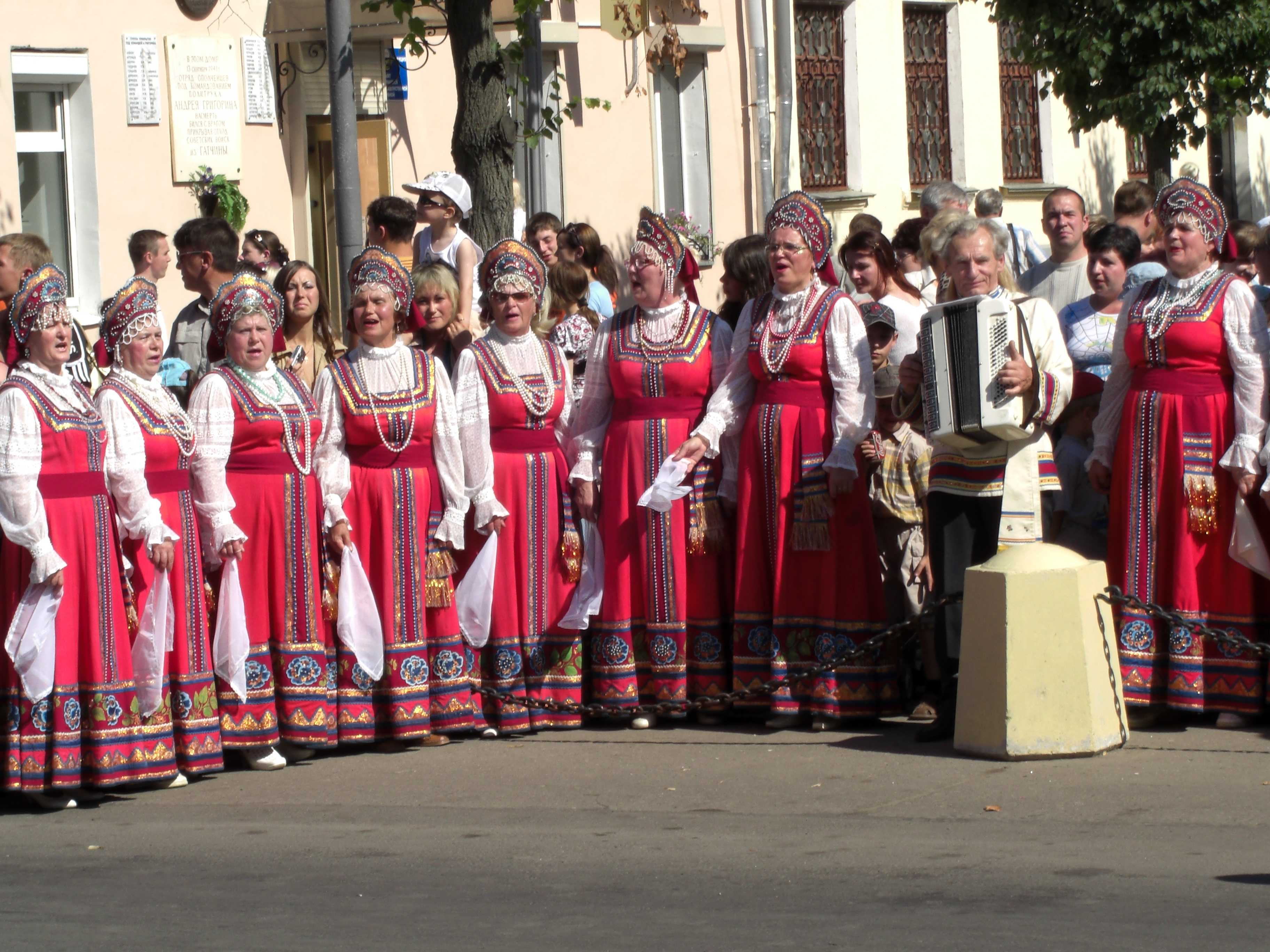
Русский народный хор на праздновании 80-летия Ленинградской области (3 августа 2007 года)

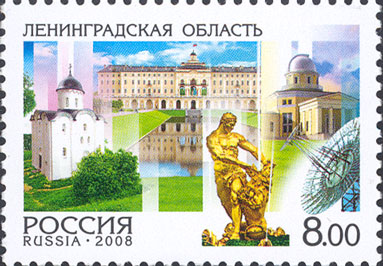
Георгиевская церковь, фонтан Самсон, Константиновский дворец и Пулковская обсерватория на почтовой марке России 2008 года из серии «Россия. Регионы», посвящённой Ленинградской области

Из областного бюджета финансируется деятельность следующих театров:
- Театр Сатиры на Васильевском (Санкт-Петербург)
- Драматический театр «Причастие» (Санкт-Петербург)
- Драматический театр «На Литейном» (Санкт-Петербург)
- Драматический театр «Комедианты» (Санкт-Петербург)
- Выборгский театр драмы и кукол «Святая крепость» (Выборг)
- Народный театр драмы «Ровесник» (Бокситогорск)
- Драматический театр-студия «Апрель» (Лодейное Поле)

В Ленинградской области ежегодно проводятся следующие кинофестивали:
- Литература и кино (Гатчина)
- Окно в Европу (Выборг)

### Образование и наука
По состоянию на 2013 год в системе образования Ленинградской области функционирует 939 государственных и муниципальных образовательных организаций различных типов и видов с контингентом обучающихся и воспитанников более 220 тысяч человек.
Из областного бюджета финансируется деятельность двух высших учебных заведений:
- Ленинградский государственный университет имени А.С. Пушкина (Пушкин), имеющий филиалы и представительства в разных городах области (Кингисепп, Подпорожье, Бокситогорск). В 2011 году его филиалом в городе Луга стал упразднённый Крестьянский государственный университет им. Кирилла и Мефодия.
- Гатчинский государственный университет (Гатчина)

Также в городах области располагаются филиалы вузов Санкт-Петербурга, а в Гатчине, Выборге и Пикалёво работают педагогические колледжи.
В Гатчине располагается Петербургский институт ядерной физики им. Б. П. Константинова, а в Павлово (Всеволожский район) — филиал Института физиологии имени И. П. Павлова.

### Рекреационное значение

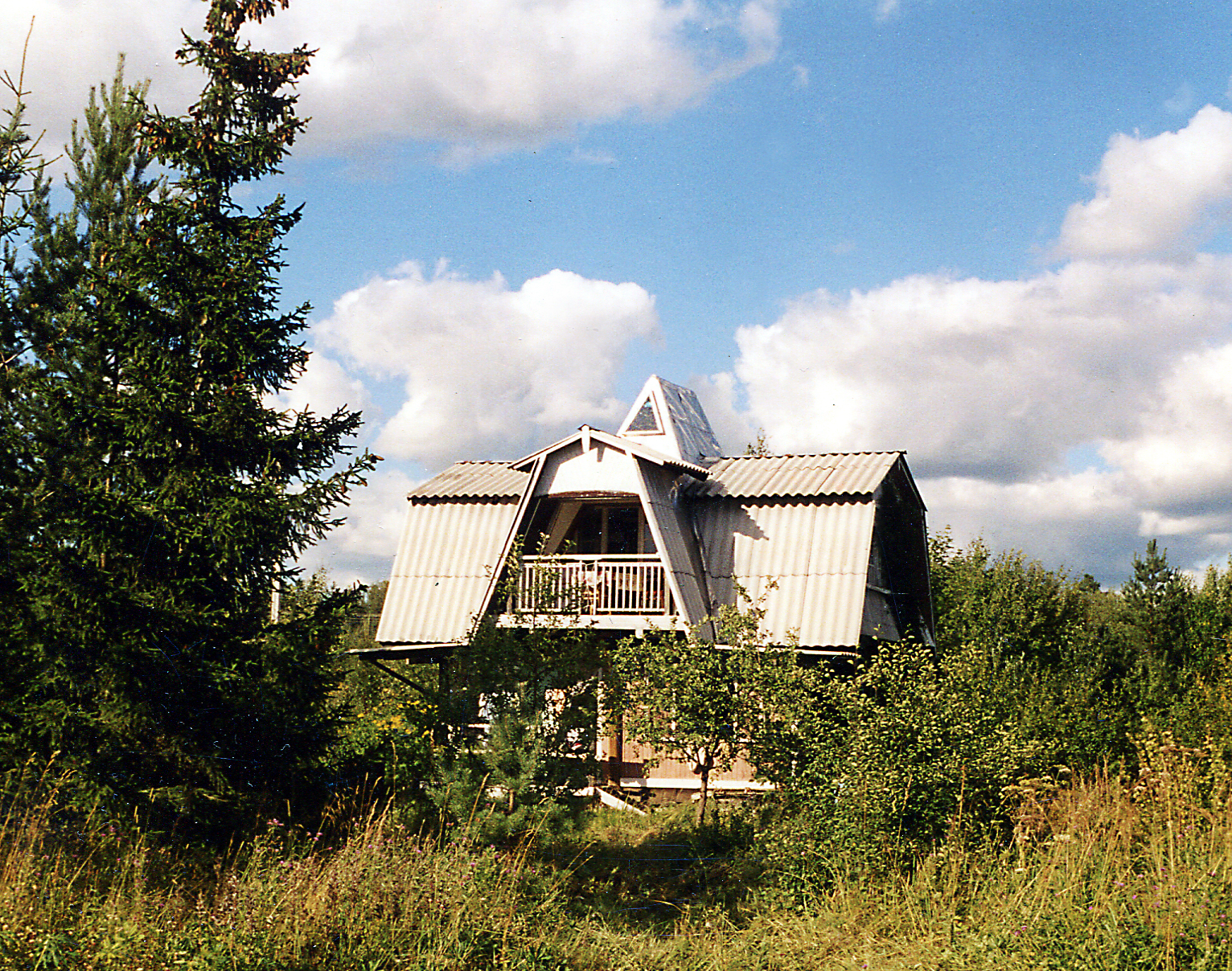
Одна из дач в коллективном садоводстве в Трубникове

Для жителей Санкт-Петербурга область имеет чрезвычайно большое значение в деле реализации отдыха его жителей, а также приложения своих сил в свободное от основной работы время на дачных и садовых участках.

## Спорт

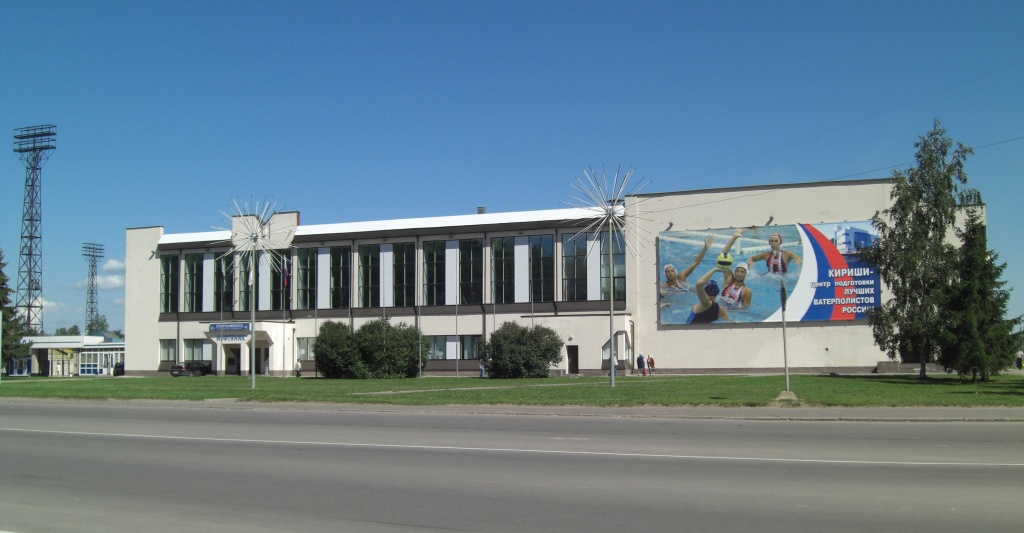
Дворец спорта «Нефтяник» в Киришах

### Значимые спортивные объекты
- Стадион «Авангард», Выборг;
- Автодром «Игора Драйв»
- Стадион «Кировец», Тихвин;
- Центр водных видов спорта, Кириши;
- Плавательный бассейн, Пикалёво;
- Плавательный бассейн, Тосно;
- Стадион «Рощино Арена», Рощино;
- Ледовая арена «Хорс», пос. им. Морозова Всеволожского района;
- Крытый каток с искусственным льдом, Лодейное Поле;
- Крытый каток с искусственным льдом, дер. Старая Всеволожского района;
- Физкультурно-оздоровительный комплекс «Арена», Гатчина;
- Стадион «Балтийский», Гатчина;[97]
- Стадион «Спартак», Гатчина;
- Физкультурно-оздоровительный комплекс, Отрадное;
- Физкультурно-оздоровительный комплекс, Сертолово;
- Конно-спортивный комплекс «Дерби», пос. Энколово Всеволожского района;[98]
- Биатлонный комплекс, Тихвин;
- Лыжная база, пос. Шапки Тосненского района;
- Спортивный комплекс ДЮСШ «Фаворит», Выборг;
- Горнолыжный комплекс «Игора», Приозерский район, 54 километр Приозерского шоссе;
- Горнолыжный комплекс «Красное озеро», дер. Васильево Приозерского района;
- Горнолыжный комплекс «Золотая долина», дер. Васильево Приозерского района;
- Горнолыжный комплекс «Снежный», дер. Васильево Приозерского района;
- Горнолыжный комплекс «Охта-Парк», пос. Кузьмоловский Всеволожского района;
- Гольф-клуб «Горки», урочище Слепино Ломоносовского района;
- Горнолыжный комплекс «Туутари-Парк», дер. Ретселя Ломоносовского района;[99][100]
- Физкультурно-оздоровительный комплекс, Коммунар;
- Физкультурно-оздоровительный комплекс, Пикалёво;
- Физкультурно-оздоровительный комплекс, Волхов;
- Спортивно-концертный комплекс «Малахит», Сосновый Бор;
- Спортивный комплекс Детской теннисной академии, Всеволожск;
- Горнолыжные курорты «Орлиная Гора», «Северный склон», «Семья и дети» в Токсово[101];
- Физкультурно-оздоровительный комплекс «Свирь», Подпорожье

### Крупные спортивные мероприятия
- Международные соревнования по конкуру CSI 3*-W, CSIYHI* «Кубок Губернатора Ленинградской области», дер. Энколово Всеволожского района[102]
- Международный женский турнир по водному поло «Kirishi Cup», Кириши
- Всероссийские соревнования «Кубок Губернатора Ленинградской области по горнолыжному спорту», дер. Васильево Приозерского района
- Этап Кубка Европы по бадминтону «White Nights», Гатчина
- Всероссийский турнир по бадминтону «Русская зима», Гатчина
- Чемпионат Ленинградской области по бадминтону, Гатчина
- Кубок Ленинградской области по бадминтону, Гатчина
- Чемпионат СЗФО по бадминтону, Гатчина
- Всероссийские соревнования по парусному спорту «Кубок Порт Приморск», Приморск
- Международные турниры по теннису «Vsevolozhsk Cup», «Vsevolozhsk Open», «Baltic Wind», «Ladoga Cup», Всеволожск
- Всероссийский соревнования по фехтованию «Рыцарский турнир», Выборг
- Международный шахматный турнир «Юные звезды Мира», Кириши
- Всероссийская массовая лыжная гонка «Лыжня России»
- Всероссийские массовые соревнования по спортивному ориентированию «Российский азимут»
- Всероссийский день бега «Кросс нации»
- Домашние матчи молодёжного хоккейного клуба «СКА-Варяги» в Первенстве МХЛ, пос. им. Морозова Всеволожского района
- Турнир по хоккею среди детских команд «Кубок Ладоги», пос. им. Морозова Всеволожского района[103][104]
- Чемпионат и Кубок Ленинградской области по футболу

### Профессиональный спорт
- Город Кириши является одним из главных в России центров развития водного поло. Женская команда «КИНЕФ-Сургутнефтегаз» является шестикратным чемпионом России (с 2003 по 2008 годы)[105]. Её спортсменки Софья Конух, Валентина Воронцова, Елена Смурова, Ольга Беляева, Надежда Глызина, Евгения Соболева и Екатерина Пантюлина составляют основу национальной сборной страны, а главный тренер киришской команды Александр Клеймёнов также возглавляет сборную России[106], которая является победителем чемпионата Европы[107]. Дворец спорта «Нефтяник» в Киришах является местом проведения крупных международных турниров по водному поло, а также базой подготовки женской национальной сборной России[108]. Также регион представлен второй женской командой «Кинеф-2», мужскими командами «КИНЕФ-Сургутнефтегаз» и сборной Ленинградской области.
- В посёлке имени Морозова Всеволожского района базируется молодёжная хоккейная команда «СКА-Варяги», входящая в систему ХК «СКА» (Санкт-Петербург) и выступающая в Первенстве МХЛ.
- Волейбольный клуб «Динамо ЛО» из города Сосновый Бор по итогам Высшей Лиги «А»-2015/16 вышел в Суперлигу[109].
- Футбольный клуб «Ленинградец» по итогам сезона 2022/23 Второй Лиги вышел в Первый дивизион России по Футболу. С сезона 2023/24 Ленинградскую область во Второй лиге будет представлять футбольный клуб «Ленинградец-2». В 2023 году была воссоздана команда «Тосно», из одноимённого города (победитель Кубка России по футболу сезона 2017/18)
- а-2017/18.

### Родившиеся в Ленинградской области

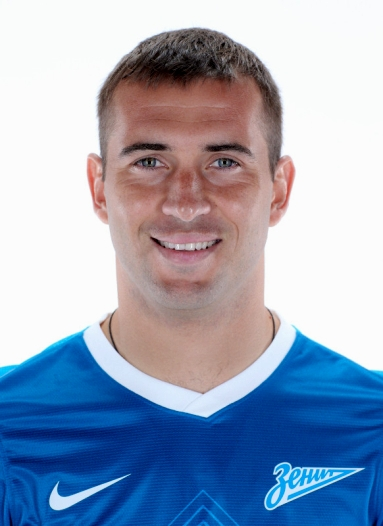
Александр Кержаков

- Баскетболистка из Тосно Мария Степанова является бронзовым призёром Олимпийских игр 2008 года в составе сборной России[110].
- В Кировском районе области родилась знаменитая российская конькобежка, заслуженный мастер спорта России, олимпийская чемпионка, двукратная чемпионка мира Светлана Журова. В 2007 году она была депутатом Законодательного собрания Ленинградской области, а в декабре 2007 года избрана депутатом Государственной думы Российской Федерации по списку партии «Единая Россия» в Ленинградской области.
- В Кингисеппе родился известный футболист сборной России и санкт-петербургского «Зенита», заслуженный мастер спорта России Александр Кержаков.
- В Выборге родился знаменитый российский велосипедист, двукратный олимпийский чемпион Вячеслав Екимов.
- В Луге родился известный футболист сборной России и петербургского «Зенита» Владимир Быстров.
- В деревне Вындин Остров родился футболист московского ЦСКА и сборной России Иван Обляков.
- В Бегуницах родилась известная российская лыжница, двукратная чемпионка мира Ольга Завьялова.
- В Кузьмоловском родился российский волейболист, олимпийский чемпион Максим Михайлов
- В Выборге родился автогонщик, первый водитель Формулы-1 из России Виталий Петров.

## Исторические памятники

### Всемирное наследие

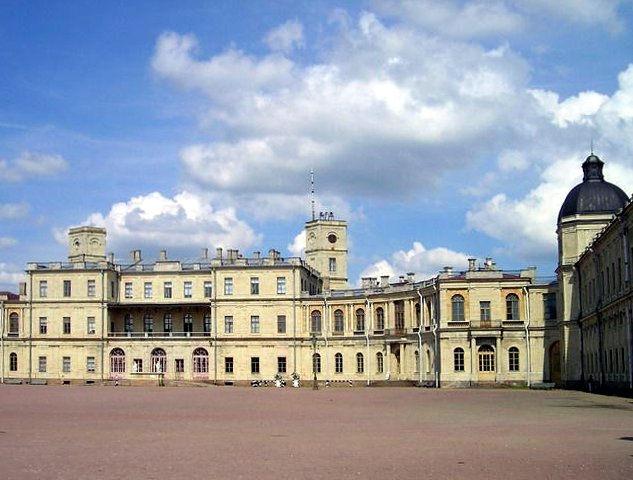
Гатчинский дворец

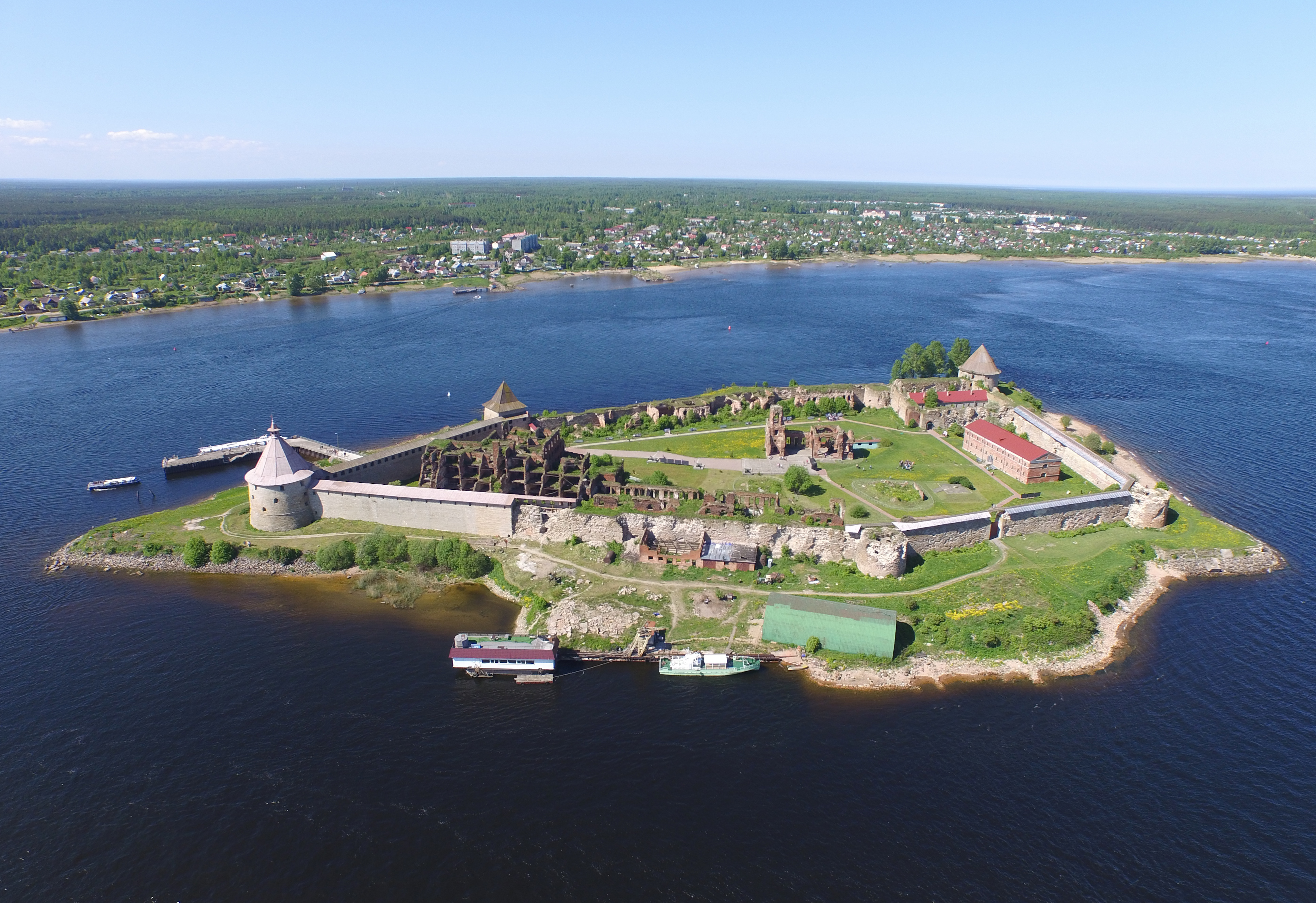
Ореховый остров и крепость Орешек

В 1990 году ряд памятников истории и культуры области были внесены в список всемирного наследия ЮНЕСКО:
- Форты на берегу Финского залива:
  - Форт «Серая Лошадь» (Ломоносовский район)
  - Форт «Красная Горка» (Ломоносовский район)
- Историческая часть города Шлиссельбург
- Крепость «Орешек»
- Дворцово-парковый ансамбль в Ропше
- Дворцово-парковый ансамбль в Гостилицах
- Дворцово-парковый ансамбль в Тайцах
- Дворцово-парковый ансамбль и исторический центр Гатчины
- Военный мемориал в Сологубовке-Лезье

### Усадьбы
- Литературно-художественный музей-усадьба «Приютино» (Всеволожск)
- Усадьба В. А. Всеволожского «Рябово» (Всеволожск)
- Усадьба, где в 1880-х годах жил врач-терапевт С. П. Боткин (Выборгский район, Полянское сельское поселение, пос. Тарасово)
- Усадьба Киискиля
- «Розовая дача» Штакеншнейдера. (Гатчинский район, пос. Мыза-Ивановка)
- Усадьба «Разумовских» (Усадьба «Гостилицы») (Ломоносовский район, п. Гостилицы)
- Дворцово-парковый комплекс «Ропша» (Ломоносовский район, п. Ропша)
- Усадебный комплекс «Боровое» (Лужский район, Дзержинское сельское поселение, пос. Дом отдыха «Боровое»)
- Усадьба Сырец (Лужский район, Заклинское сельское поселение, деревня Сырец)[112]

## Достопримечательности

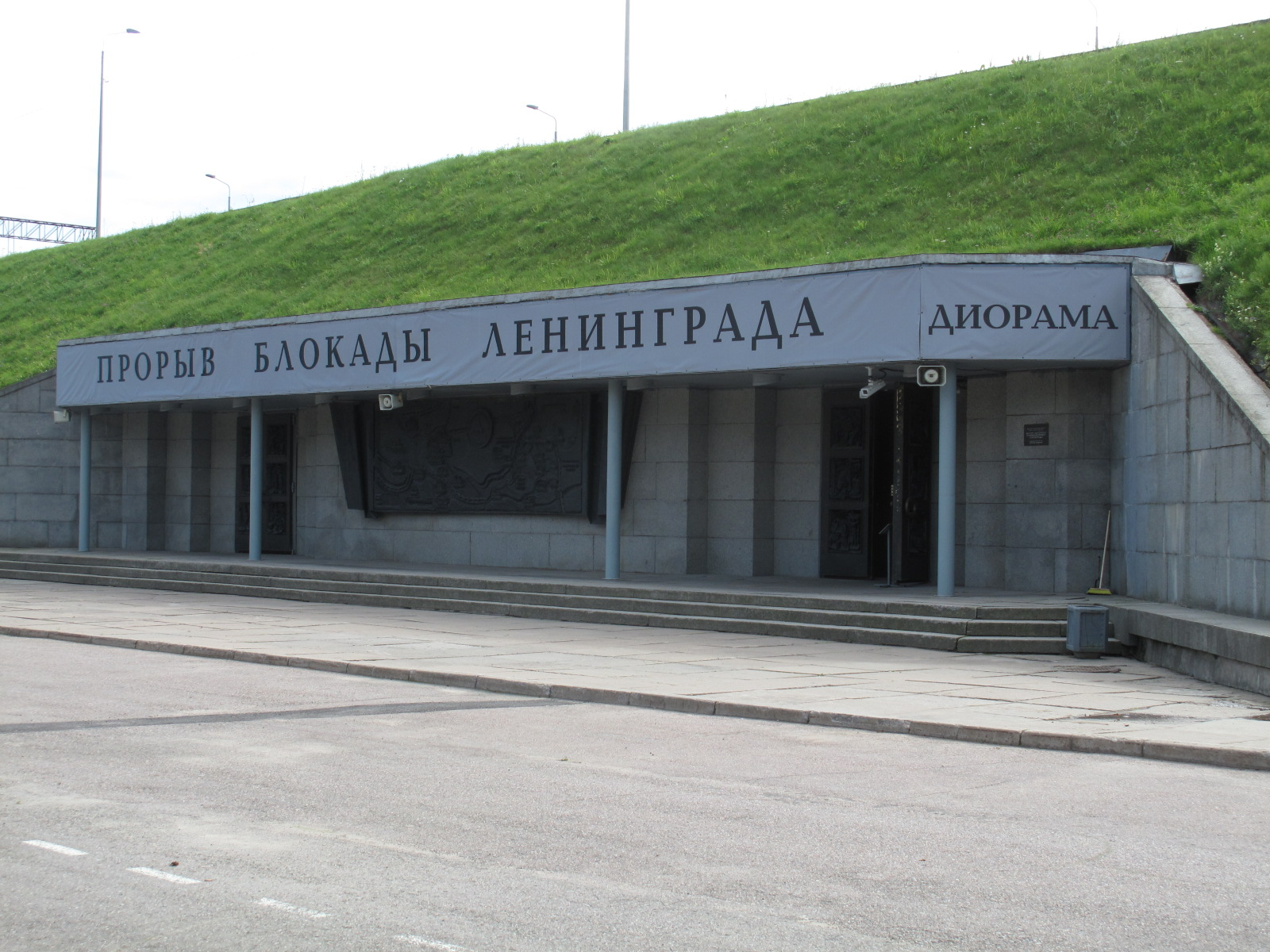
Близ деревни Марьино Прорыв блокады Ленинграда (диорама)

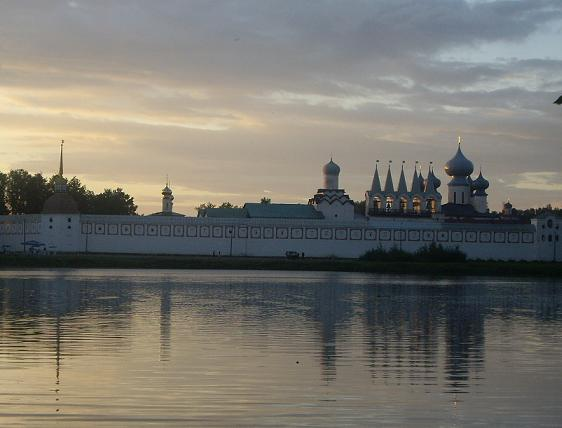
Богородичный Успенский мужской монастырь в Тихвине

- Павлово и Колтуши (Всеволожский район)Мемориал «Невский пятачок»

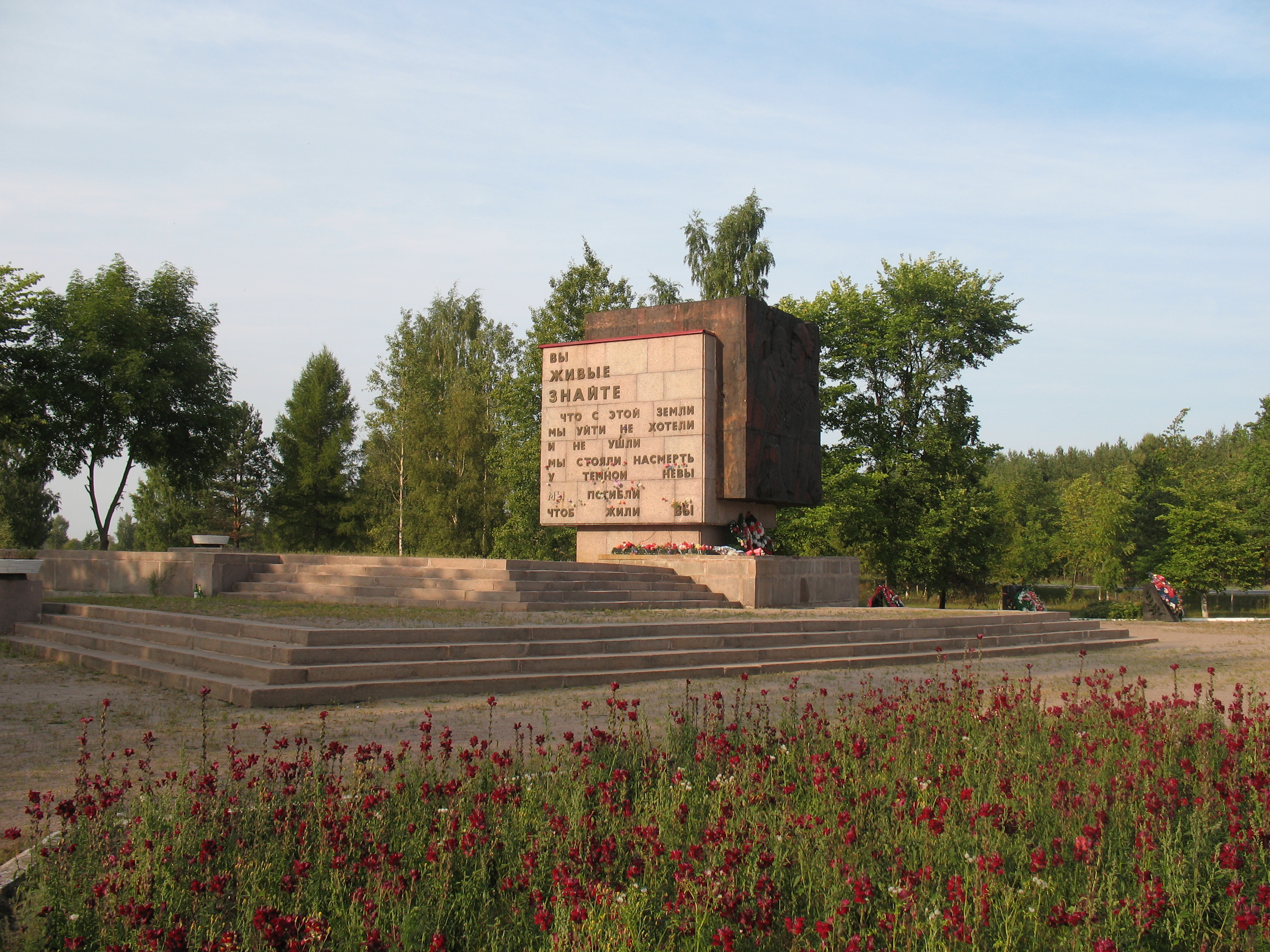
Мемориал «Невский пятачок»

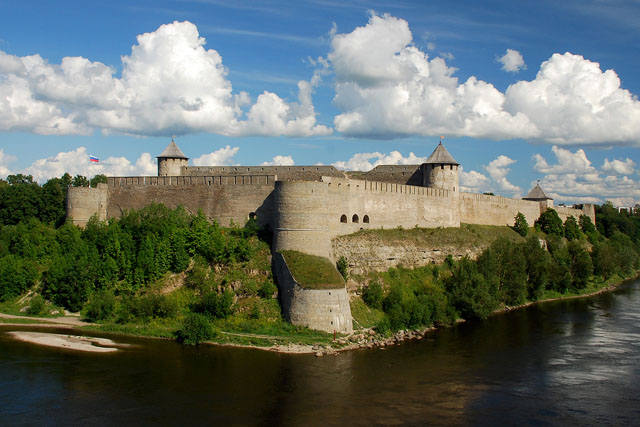
Ивангородская крепость 2008 год

- Линдуловская роща (Выборгский район)
- Река Нева
- Балтийско-Ладожский уступ (глинт)
- Колтушские высоты (Всеволожский район)
- Юкковская высота (Всеволожский район)
- Осиновецкий маяк (9-й по высоте в мире)

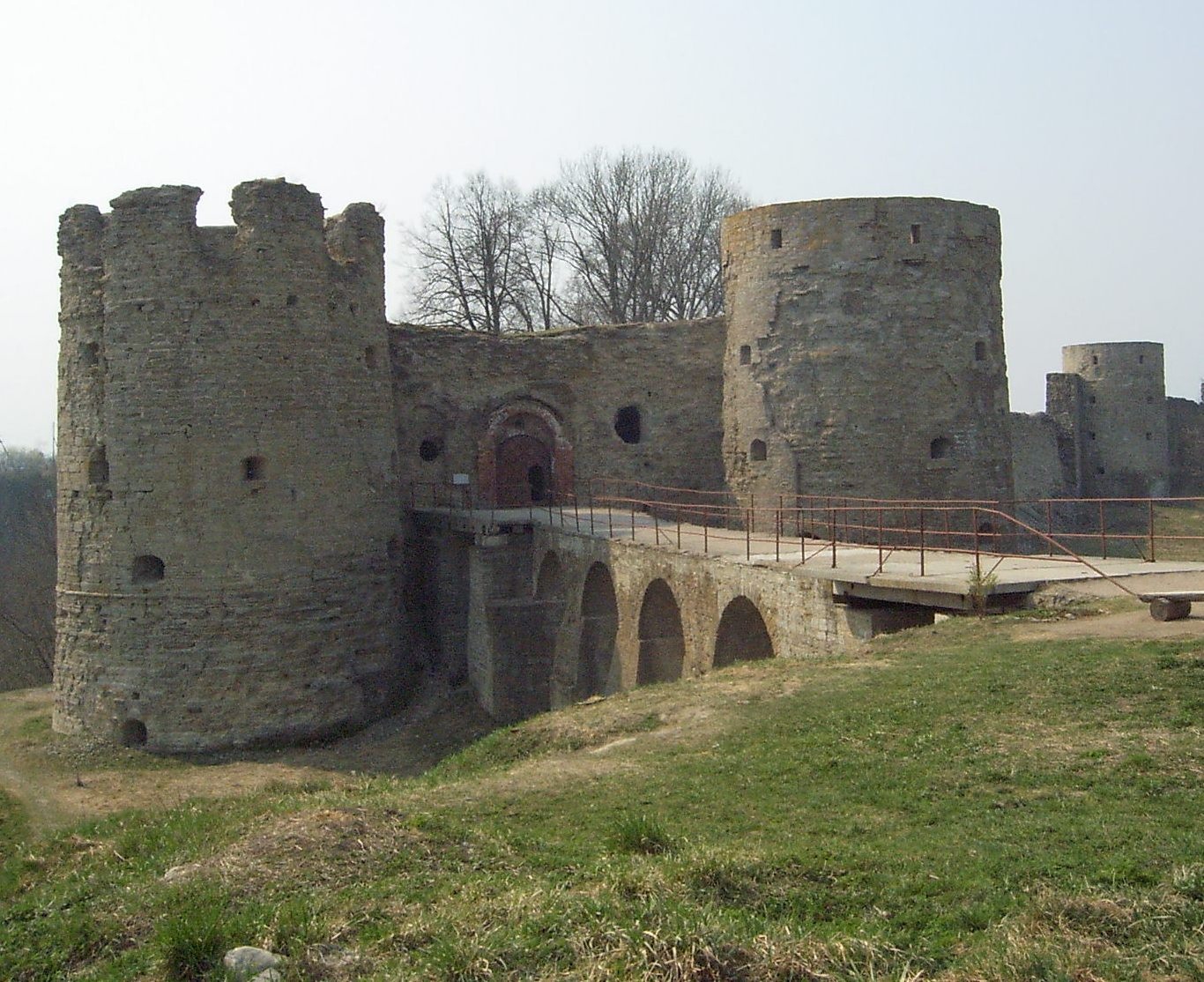
Крепость Копорье

- Автомобильные дороги:
  - Московское шоссе
  - Киевское шоссе
  - Шоссе Пушкин — Гатчина
  - Мурманское шоссе
  - Таллинское шоссе
  - Ропшинское шоссе
  - Гостилицкое шоссе
  - Петергофское шоссе
  - Приморское шоссе
  - Выборгское шоссе
  - Колтушское шоссе
- Зелёный пояс Славы:
  - Блокадное кольцоКрепость КопорьеБогородичный Успенский мужской монастырь в Тихвине
  - Дорога жизни
  - Ораниенбаумский плацдарм

### Другие достопримечательности
См. также: Музеи Ленинградской области
- Старая Ладога (Волховский район) — древняя столица Северной Руси. Староладожская крепость, Иоанновский мужской монастырь
- Выборг — Выборгский замок, усадебный комплекс «Монрепо», усадьба Киискиля и другие достопримечательности
- Тихвин — Богородичный Успенский мужской монастырь, Мемориальный дом-музей Н. А. Римского-Корсакова
- Ивангород — Ивангородская крепость
- Приозерск — крепость «Корела»
- Ломоносовский район — Копорская крепость
- Остров Коневец (Приозерский район) — Коневский Рождество-Богородичный монастырь
- Лодейнопольский район — Александро-Свирский монастырь
- Подпорожский район — деревянные церкви Присвирья («Золотое кольцо Ленинградской области»)
- Тервеничи (Лодейнопольский район) — Покрово-Тервенический женский монастырь
- Зеленец (Волховский район) — Троицкий Зеленецкий монастырь
- Лисино-Корпус (Тосненский район) — комплекс зданий, построенных архитектором Н. Л. Бенуа
- Извара (Волосовский район) — музей-усадьба Н. К. Рериха
- Выра (Гатчинский район) — музей «Дом станционного смотрителя»

Мемориальный комплекс «Мирным гражданам Советского Союза, погибшим в ходе Великой Отечественной войны». Открыт 27 января 2024 года. Расположен в деревне Зайцево Гатчинского района.
В Ленинградской области на сегодняшний день существует более 22 зданий храмов, не относящихся к РПЦ (4 из них католические), в разной степени сохранности; полностью разрушено ещё около, как минимум, 45 храмов.

## Международное сотрудничество
Регионы-побратимы:
| - Ломбардия, Италия - Хэбэй, КНР - Нурланн, Норвегия - Чхунчхон-Намдо, Республика Корея - Софийская область, Болгария - Южноморавский край, Чехия - Республика Карелия, Россия - Гомельская область, Беларусь - Нижнесилезское воеводство, Польша | - Мекленбург — Передняя Померания, Германия - Ставропольский край, Россия - Орхус, Дания - Мэриленд, США - Калужская область, Россия - Могилёвская область, Беларусь - Витебская область, Беларусь - Санкт-Петербург, Россия - Банскобистрицкий край, Словакия |

## В филателии и нумизматике

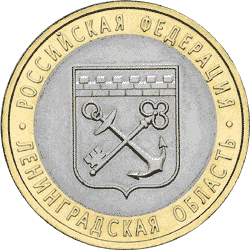
Памятная монета Банка России номиналом 10 рублей (2005)

- 27 декабря 2005 года Банк России выпустил в обращение памятную монету из недрагоценного металла номиналом 10 рублей «Ленинградская область» серии «Российская Федерация».
- В 2008 году выпущена в обращение почтовая марка из серии «Россия. Регионы», посвящённая Ленинградской области (ЦФА [АО «Марка»] № 1272).